# Soulac-sur-Mer
Cet article possède un paronyme, voir Soulak.
Soulac-sur-Mer est une commune du Sud-Ouest de la France, dans le département de la Gironde, en région Nouvelle-Aquitaine.
Partie intégrante de l'ancienne province de Guyenne (nord de la Gascogne), dans la partie septentrionale de la péninsule du Médoc, la ville s'inscrit dans le périmètre des Landes de Gascogne, de la forêt des Landes, et dans le prolongement de la pointe de Grave. Elle peut être rattachée aussi bien à la Côte d'Argent qu'à la Côte de Beauté et fait partie du parc naturel régional du Médoc.
Avec 3 011 habitants (2022), Soulac-sur-Mer est la troisième ville du canton du Nord-Médoc derrière Lesparre-Médoc et Pauillac. Elle est le siège et la troisième ville de la Communauté de communes Médoc Atlantique derrière Lacanau et Hourtin.
La ville est une station balnéaire et climatique qui peut compter jusqu'à onze fois plus d'habitants l'été que l'hiver. Elle est fréquentée par plus de 30 000 estivants.

## Géographie

### Localisation
« La dune aux mols vallons, comme une digue d'or, l'océan infini qui surgit et moutonne... Les vagues, les remous que l'écume couronne, et aussi les pins verts comme une houle encor... »

— Armand Got —
La commune de Soulac est située dans la partie septentrionale du département de la Gironde, en région Nouvelle-Aquitaine, dans l'arrondissement de Lesparre-Médoc et le canton du Nord-Médoc.
Localisée à l'extrême nord de la péninsule du Médoc, dans l'ancienne province de Guyenne, elle est située à quelques kilomètres au sud de la pointe de Grave, laquelle marque l'extrémité septentrionale des landes de Gascogne. Appartenant au midi de la France — on parle plus précisément de « midi atlantique », au cœur de l'arc atlantique, elle est partie intégrante du Grand Sud-Ouest français.
Elle se trouve à 86 kilomètres au nord-ouest de la préfecture régionale et départementale (Bordeaux), à 110 kilomètres au nord du bassin d'Arcachon et à 12 kilomètres au sud de Royan (au-delà de l'estuaire de la Gironde, dans le département de la Charente-Maritime). Un bac reliant Royan au Verdon-sur-Mer permet de rejoindre Soulac-sur-Mer en traversant l’estuaire de la Gironde.

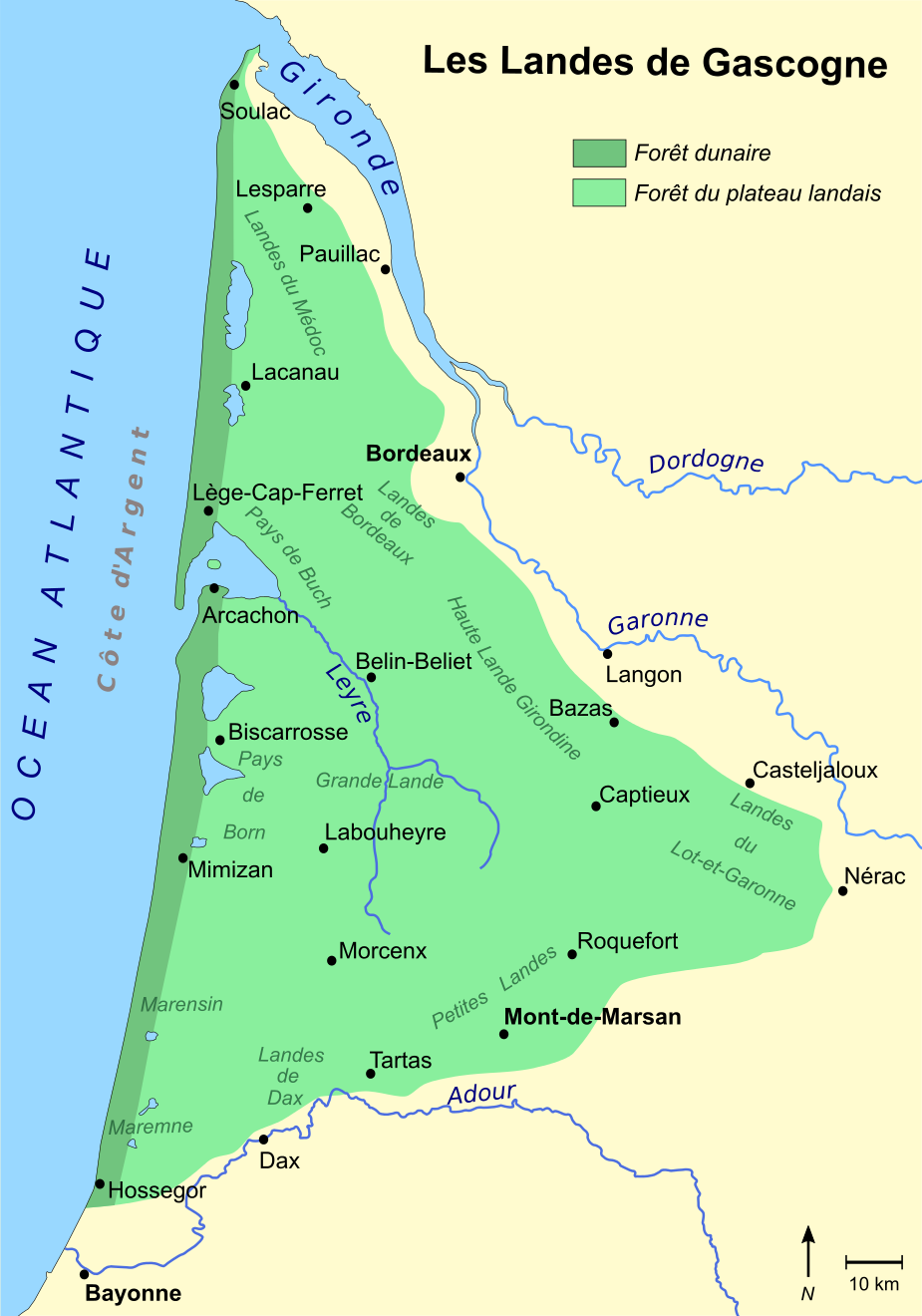
Position de Soulac dans les Landes de Gascogne.

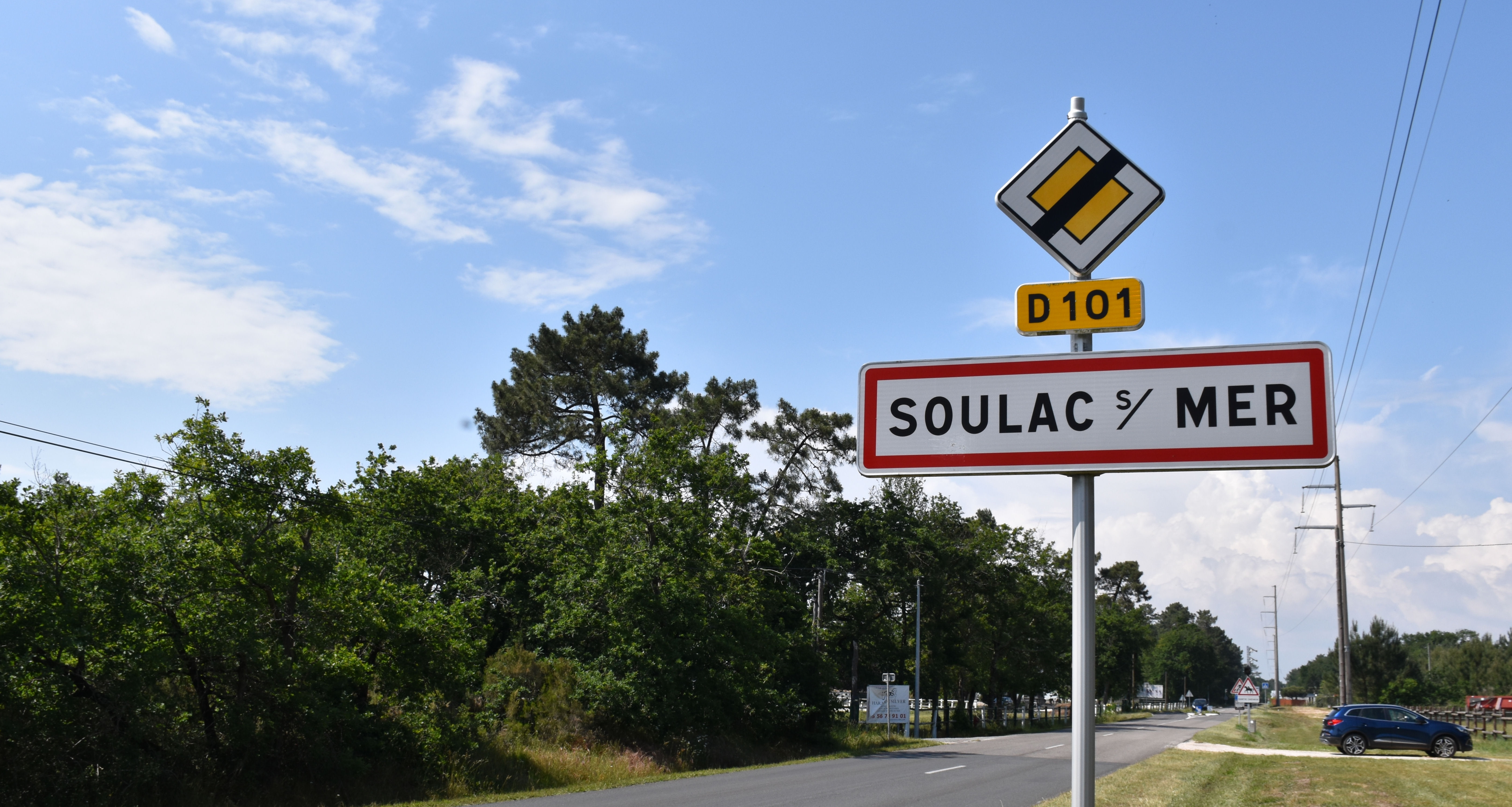
Une entrée de la commune.

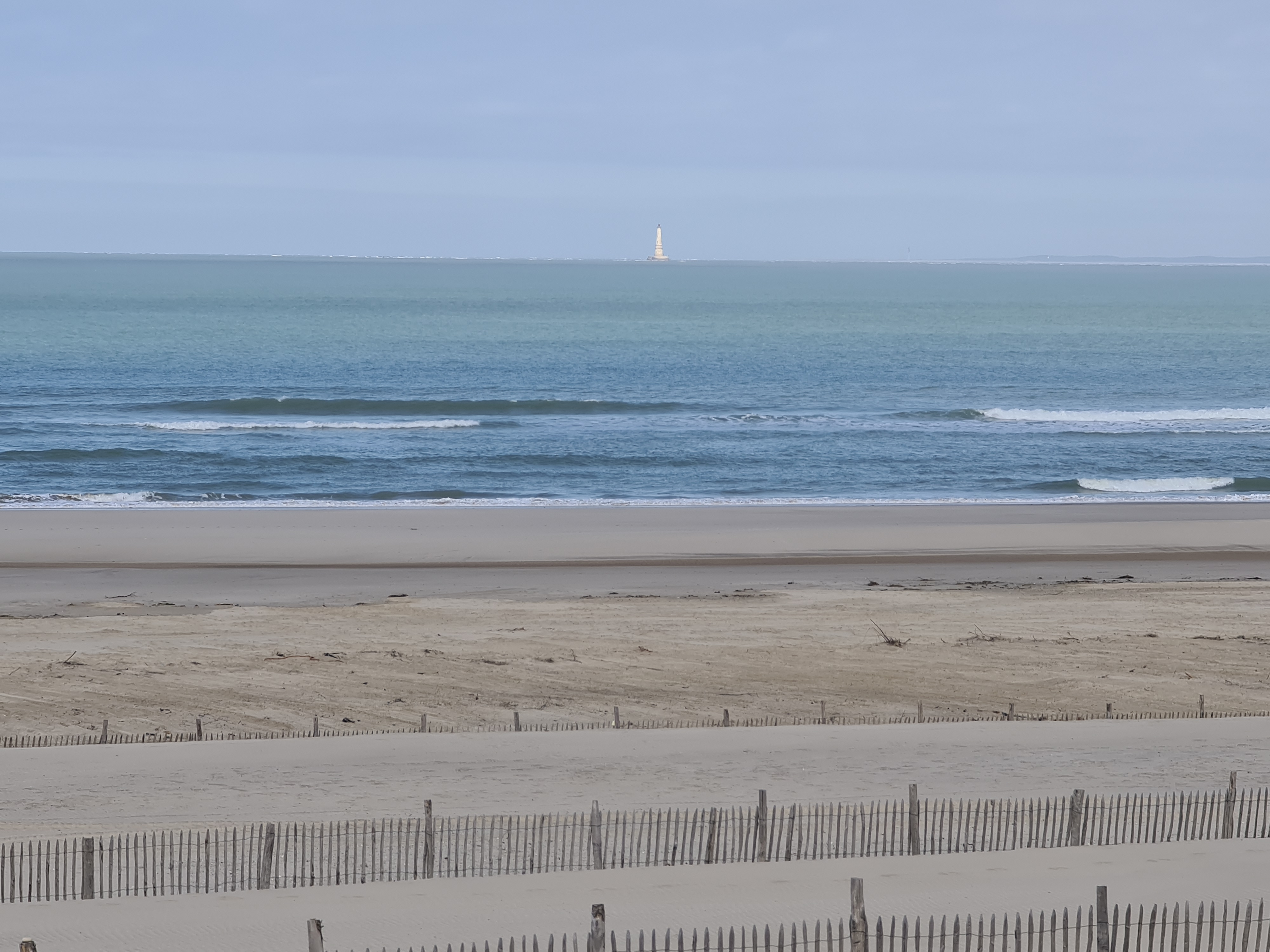
La plage centrale et ses ganivelles. En arrière-plan, le phare de Cordouan.

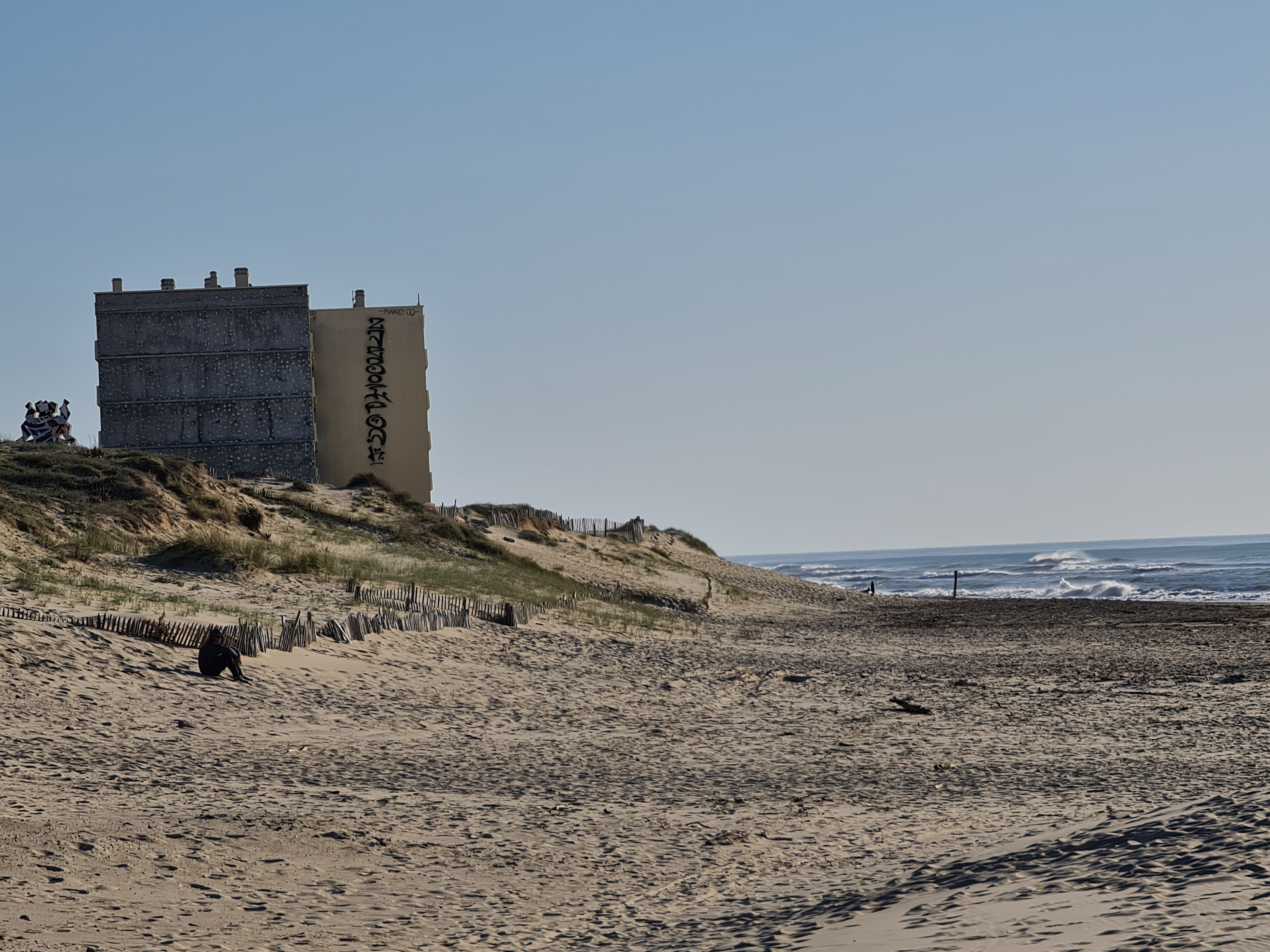
Vue du « Signal » en mars 2021, depuis la plage centrale.

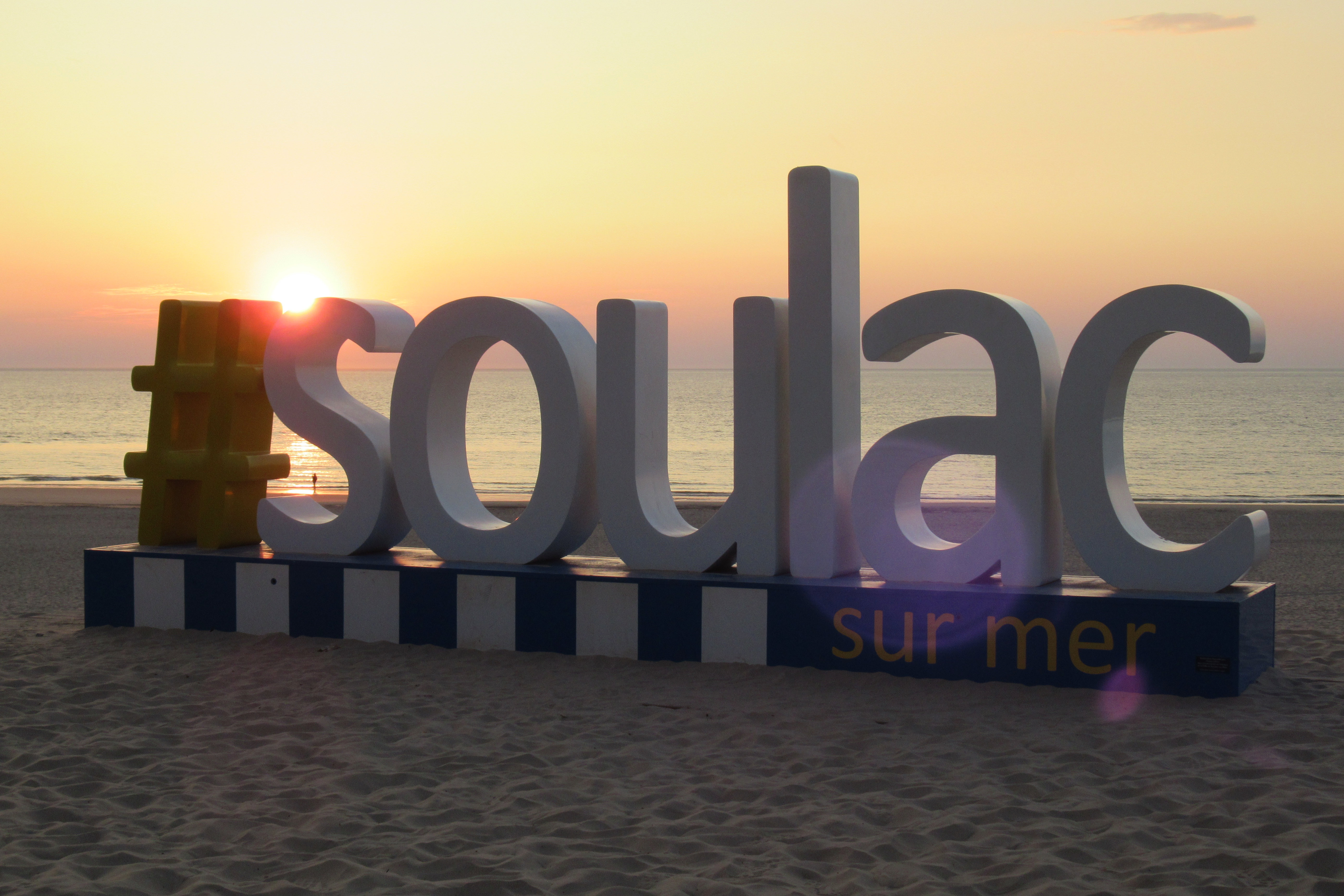
Sculpture sur la plage de Soulac.

Son littoral constitue une partie de la Côte d'Argent (ou de la Côte de Beauté si la limite considérée est la pointe de la Négade, à la limite sud de la commune). Il est constitué de quatre plages de sable (plage nord, plage centre, plage sud et plage de l'Amélie) bordées de massifs dunaires. Le phénomène d'érosion marine (recul de la côte en certains endroits, qui a notamment justifié en janvier 2014 l'évacuation définitive par la préfecture de l'immeuble dénommé Signal, menacé par la mer) est particulièrement marqué dans la partie méridionale de la commune. Des aménagements (empierrements de digues et d'épis) en atténuent les effets mais provoquent aussi d'autres érosions. Construit en 1967 à 200 mètres de l'océan Atlantique, le « Signal » se retrouve à seulement une dizaine de mètres de l'eau à cause de l’érosion des dunes sur lesquelles il est édifié. Le bâtiment a été désamianté et en partie désossé en 2019. Une procédure de démolition devait être lancée en 2021 afin d'éviter un effondrement de l'immeuble par lui-même. La démolition de l'immeuble est entamée le 3 février 2023.
Outre une façade maritime sur l'océan Atlantique, la commune compte également un débouché sur l'estuaire de la Gironde (port ostréicole de Neyran, sur le chenal du même nom).
La commune est établie sur des terres basses constituées pour partie de dépôts sableux d'origine éolienne (massif dunaire des Arros, lède de la Négade, grande lède de Lillan), pour l'autre de terrains marécageux autrefois immergés (prairie des Mattes, palu de Lillan).
La fixation des dunes par une pinède (procédé utilisé massivement dans les Landes, autour du bassin d'Arcachon et plus au nord, en Arvert) au XIXe siècle a donné naissance à la forêt domaniale de la Pointe de Grave, extrémité septentrionale de la forêt des Landes.

### Communes limitrophes
La commune de Meschers-sur-Gironde est sur la rive droite de l'estuaire de la Gironde.
|                     | Le Verdon-sur-Mer | Meschers-sur-Gironde (Charente-Maritime) |
| Océan Atlantique    | Soulac-sur-Mer    |                                          |
| Grayan-et-l'Hôpital |                   | Talais                                   |

### Hydrographie
La partie orientale de la commune est constituée de plusieurs marais (palu de Lillan et de Talais, prairie des Mattes) sillonnés de plusieurs dizaines de chenaux tributaires de l'estuaire de la Gironde.
En dehors de la Gironde, les principaux cours d'eau traversant le territoire communal sont le chenal du Conseiller, un ruisseau long de neuf kilomètres qui naît près du quartier des Arros avant de traverser la commune du Verdon-sur-Mer, le chenal de Talais, qui marque la limite communale avec Talais et le chenal de Neyran. Long de 5,2 kilomètres, c'est à son embouchure qu'est aménagé le port ostréicole de Neyran.

### Climat
Pour des articles plus généraux, voir Climat de la Nouvelle-Aquitaine et Climat de la Gironde.
Historiquement, la commune est exposée à un climat océanique aquitain.  
En 2020, Météo-France publie une typologie des climats de la France métropolitaine dans laquelle la commune est exposée à un climat océanique et est dans la région climatique  Littoral charentais et aquitain, caractérisée par une pluviométrie élevée en automne et en hiver, un bon ensoleillement, des hiver doux (6,5 °C), soumis à la brise de mer.
Pour la période 1971-2000, la température annuelle moyenne est de 13,1 °C, avec une amplitude thermique annuelle de 13,7 °C. Le cumul annuel moyen de précipitations est de 868 mm, avec 12,6 jours de précipitations en janvier et 6,5 jours en juillet. Pour la période 1991-2020, la température moyenne annuelle observée sur la station météorologique la plus proche, située sur la commune de Vensac à 14 km à vol d'oiseau, est de 13,4 °C et le cumul annuel moyen de précipitations est de 921,5 mm,. Pour l'avenir, les paramètres climatiques de la commune estimés pour 2050 selon différents scénarios d’émission de gaz à effet de serre sont consultables sur un site dédié publié par Météo-France en novembre 2022.

## Urbanisme

### Typologie
Au 1er janvier 2024, Soulac-sur-Mer est catégorisée commune rurale à habitat dispersé, selon la nouvelle grille communale de densité à sept niveaux définie par l'Insee en 2022.
Elle appartient à l'unité urbaine de Soulac-sur-Mer, une unité urbaine monocommunale constituant une ville isolée,. La commune est en outre hors attraction des villes,.
La commune, bordée par l'océan Atlantique, est également une commune littorale au sens de la loi du 3 janvier 1986, dite loi littoral. Des dispositions spécifiques d’urbanisme s’y appliquent dès lors afin de préserver les espaces naturels, les sites, les paysages et l’équilibre écologique du littoral, tel le principe d'inconstructibilité, en dehors des espaces urbanisés, sur la bande littorale des 100 mètres, ou plus si le plan local d’urbanisme le prévoit.

### Occupation des sols

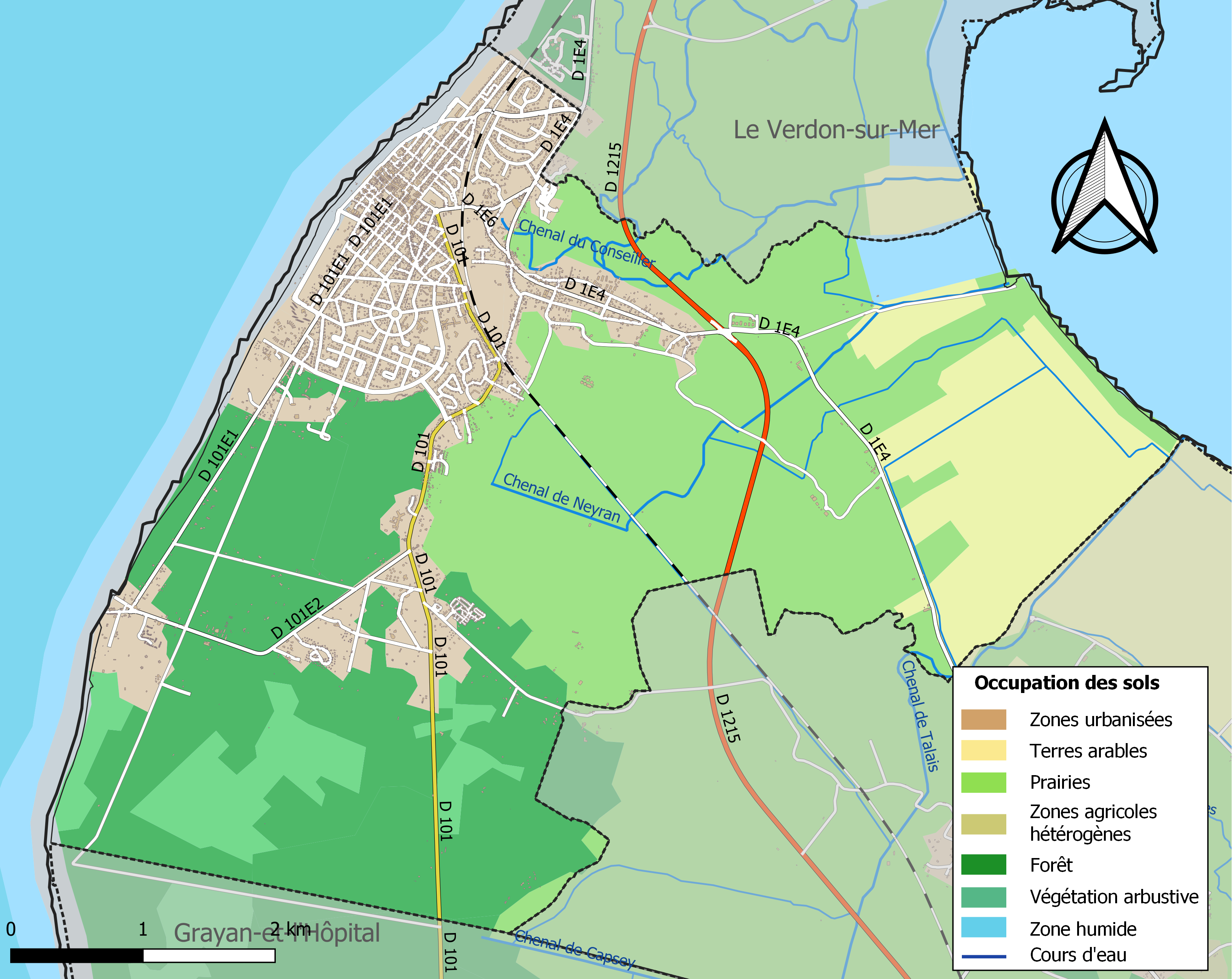
Carte des infrastructures et de l'occupation des sols de la commune en 2018 (CLC).

L'occupation des sols de la commune, telle qu'elle ressort de la base de données européenne d’occupation biophysique des sols Corine Land Cover (CLC), est marquée par l'importance des territoires agricoles (31,7 % en 2018), une proportion sensiblement équivalente à celle de 1990 (31,8 %). La répartition détaillée en 2018 est la suivante : 
prairies (23,7 %), forêts (20 %), eaux maritimes (16,5 %), zones humides côtières (11,5 %), zones urbanisées (9,3 %), terres arables (8 %), espaces verts artificialisés, non agricoles (4,7 %), milieux à végétation arbustive et/ou herbacée (3,7 %), espaces ouverts, sans ou avec peu de végétation (2,7 %). L'évolution de l’occupation des sols de la commune et de ses infrastructures peut être observée sur les différentes représentations cartographiques du territoire : la carte de Cassini (XVIIIe siècle), la carte d'état-major (1820-1866) et les cartes ou photos aériennes de l'IGN pour la période actuelle (1950 à aujourd'hui).

### Quartiers, lieux-dits et hameaux

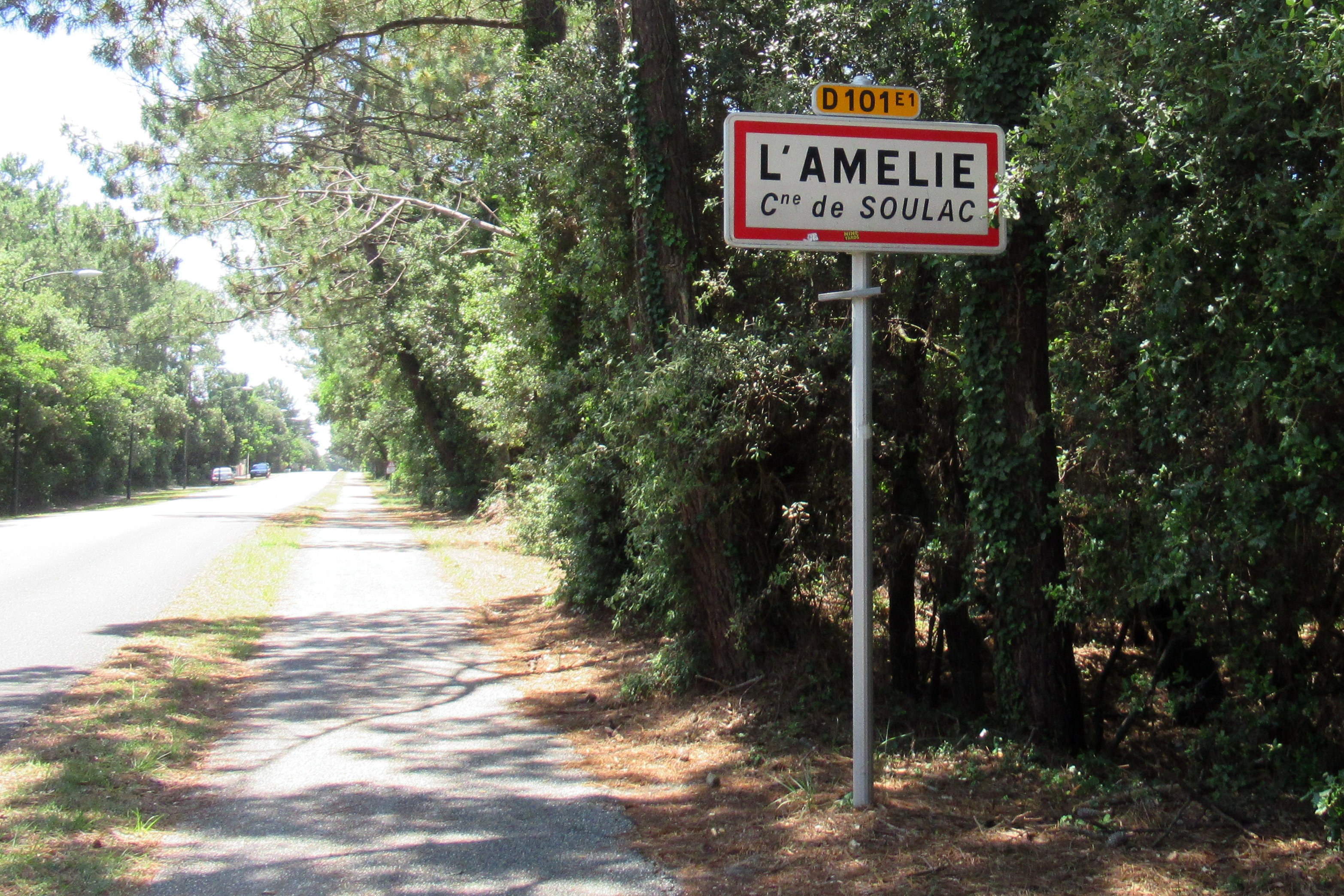
Panneau d’indication d’entrée à l’Amélie, commune de Soulac.

Les principaux lieux-dits sont Jeune-Soulac, l'Amélie et les Cousteaux.

### Logements
Selon le recensement général de la population du 1er janvier 2008, le nombre total de logements dans la commune était de 4 869. Parmi ces logements, les résidences secondaires représentaient 71,87 % des logements disponibles (pour 8,8 % dans le département de la Gironde).
Ce tableau indique les principales communes de Gironde dont les résidences secondaires et occasionnelles dépassent 50 % des logements totaux.

### Voies de communication et transports
Le territoire communal est traversé par la route départementale 1215, qui est le principal axe routier traversant le Médoc. Cette voie permet de relier d'une part la métropole et capitale régionale, Bordeaux, d'autre part d'accéder au port du Verdon, où un bac fait la navette vers Royan.
La D101, quant à elle, permet de rejoindre le sud du département, dont les stations balnéaires d’Hourtin, de Lacanau, et au-delà, le bassin d'Arcachon.
La commune dispose d'une gare SNCF située sur la Ligne du Médoc. Elle est desservie par des TER Nouvelle-Aquitaine.

### Risques majeurs
Le territoire de la commune de Soulac-sur-Mer est vulnérable à différents aléas naturels : météorologiques (tempête, orage, neige, grand froid, canicule ou sécheresse), inondations, feux de forêts, mouvements de terrains et séisme (sismicité faible). Il est également exposé à un risque particulier : le risque de radon. Un site publié par le BRGM permet d'évaluer simplement et rapidement les risques d'un bien localisé soit par son adresse soit par le numéro de sa parcelle.

#### Risques naturels
Certaines parties du territoire communal sont susceptibles d’être affectées par le risque d’inondation par débordement de cours d'eau et par submersion marine. La commune a été reconnue en état de catastrophe naturelle au titre des dommages causés par les inondations et coulées de boue survenues en 1982, 1999, 2009, 2010 et 2011,.
Soulac-sur-Mer est exposée au risque de feu de forêt. Depuis le 20 avril 2016, les départements de la Gironde, des Landes et de Lot-et-Garonne disposent d’un règlement interdépartemental de protection de la forêt contre les incendies. Ce règlement vise à mieux prévenir les incendies de forêt, à faciliter les interventions des services et à limiter les conséquences, que ce soit par le débroussaillement, la limitation de l’apport du feu ou la réglementation des activités en forêt. Il définit en particulier cinq niveaux de vigilance croissants auxquels sont associés différentes mesures,.
La commune subit le recul du trait de côte et est exposée aux avancées dunaires. La migration dunaire est le mouvement des dunes, vers l’intérieur des terres. Les actions conjuguées de la mer et du vent ont pour effet de déplacer les sables et donc de modifier la morphologie du littoral.

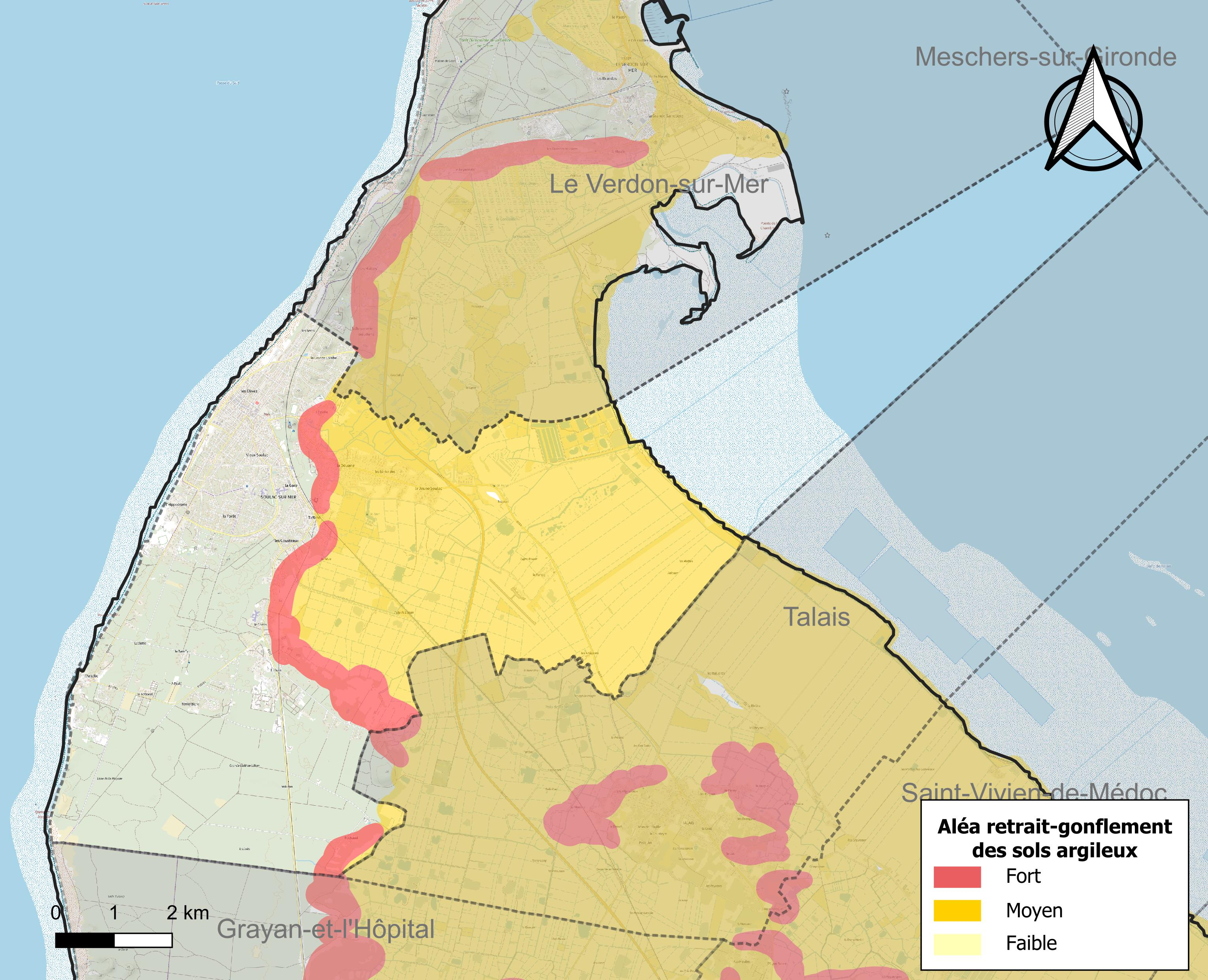
Carte des zones d'aléa retrait-gonflement des sols argileux de Soulac-sur-Mer.

Le retrait-gonflement des sols argileux est susceptible d'engendrer des dommages importants aux bâtiments en cas d’alternance de périodes de sécheresse et de pluie. 37,5 % de la superficie communale est en aléa moyen ou fort (67,4 % au niveau départemental et 48,5 % au niveau national). Sur les 3 721 bâtiments dénombrés sur la commune en 2019, 608 sont en aléa moyen ou fort, soit 16 %, à comparer aux 84 % au niveau départemental et 54 % au niveau national. Une cartographie de l'exposition du territoire national au retrait gonflement des sols argileux est disponible sur le site du BRGM,.
Concernant les mouvements de terrains, la commune a été reconnue en état de catastrophe naturelle au titre des dommages causés par la sécheresse en 2003, 2005, 2011, 2012 et 2017 et par des mouvements de terrain en 1999.

#### Risque particulier
Dans plusieurs parties du territoire national, le radon, accumulé dans certains logements ou autres locaux, peut constituer une source significative d’exposition de la population aux rayonnements ionisants. Certaines communes du département sont concernées par le risque radon à un niveau plus ou moins élevé. Selon la classification de 2018, la commune de Soulac-sur-Mer est classée en zone 2, à savoir zone à potentiel radon faible mais sur lesquelles des facteurs géologiques particuliers peuvent faciliter le transfert du radon vers les bâtiments.

## Toponymie
En graphie occitane, Soulac s'écrit Solac (prononcé [sulak]).
C'est un nom de domaine gallo-roman en -acum, basé sur le nom de personne latin Solus.

## Histoire

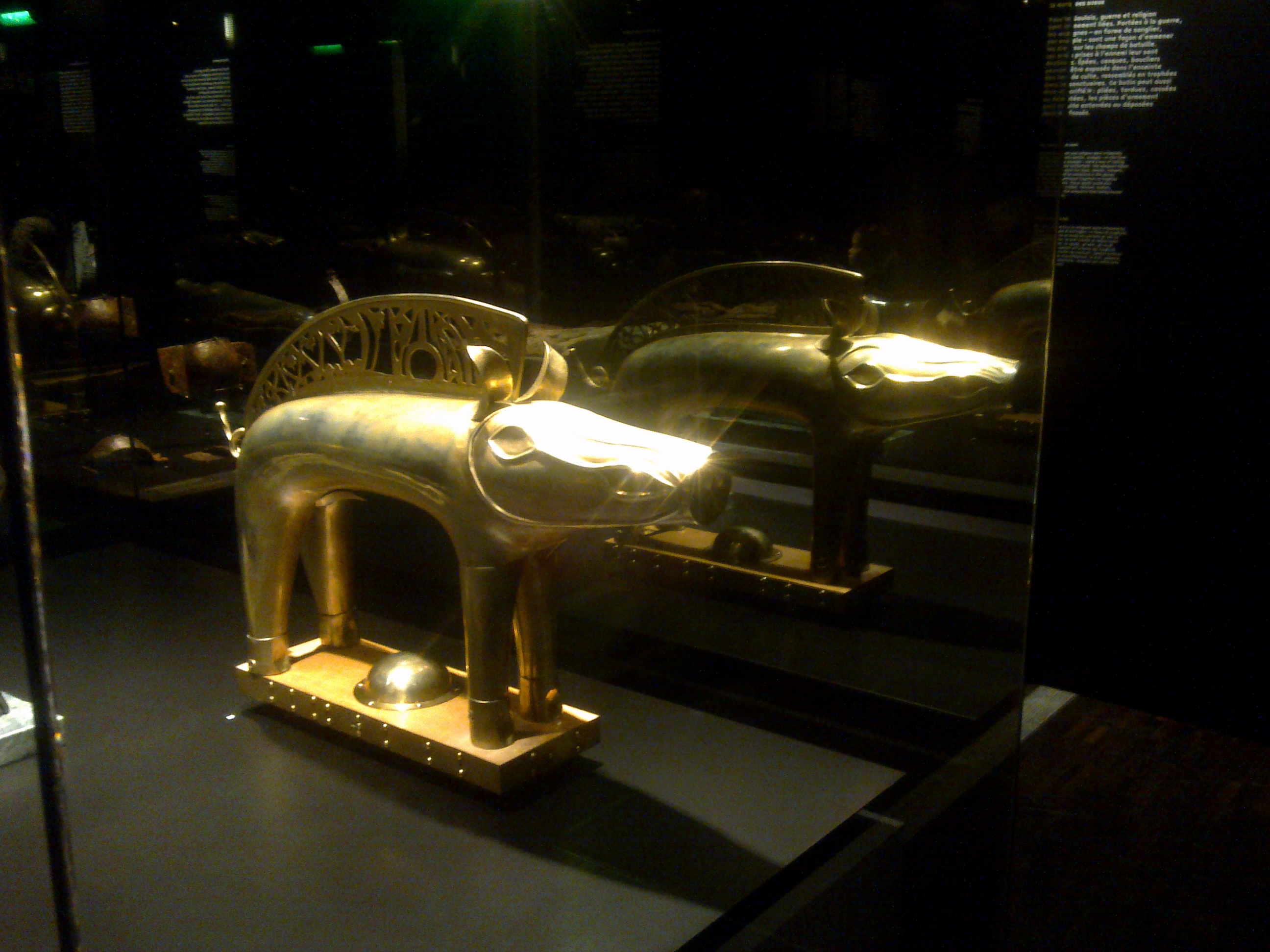
L'enseigne gauloise de Soulac.

L'histoire de la ville de Soulac demeure relativement mal connue avant la période médiévale. La ville est un temps assimilée à l'antique Noviomagus, mentionnée par Ptolémée dans sa « Géographie » comme étant une des deux principales agglomérations de la cité des Bituriges Vivisques, mais cette hypothèse demeure largement controversée de nos jours. Quoi qu'il en soit, le territoire communal est occupé dès la période néolithique (sites de l'Amélie et de la pointe de la Négade principalement),, puis à l'âge du bronze, ainsi que le montrent les découvertes archéologiques mises au jour lors de fouilles ou retrouvées de manière fortuite comme la célèbre enseigne gauloise figurant un sanglier stylisé, retrouvée sur une plage en 1989 et conservée au musée d'art et d'archéologie.
La configuration des côtes était bien différente à cette époque : Soulac, aujourd'hui en bord de mer était alors située au bord du fleuve. Le littoral atlantique était situé bien plus à l'ouest que de nos jours (sans doute au-delà du banc des olives) tandis qu'un petit golfe (bordant l'estuaire de la Gironde) recouvrait les marais actuels des Mattes, de Lilhan et de Talais. Soulac était le terme d'une voie antique appelée la Lébade (ou Levade) qui la reliait à la ville de Bordeaux, tandis qu'une autre (reprise au Moyen Âge sous le nom de Voie de Soulac) longeait le cordon dunaire jusqu'à Bayonne. Dépendant de la cité des Bituriges Vivisques (province d'Aquitaine depuis Auguste, puis Aquitaine Seconde depuis Dioclétien), la région pourrait avoir vu la cohabitation de deux peuples, les Médules et les Bituriges Vivisques.
On ne retrouve la trace de Soulac qu'à partir du XIe siècle, alors que les moines bénédictins établissent un premier monastère en cette région relativement enclavée et inhospitalière. Cette dépendance de la puissante abbaye Sainte-Croix de Bordeaux reste longtemps assez modeste : elle ne compte ainsi guère plus de onze personnes dont seulement quatre moines en 1166. La popularité du pèlerinage de Saint-Jacques de Compostelle contribue à faire de la région un centre religieux dont l'importance va croissant : de fait, la voie de Soulac, bien que moins populaire que les grands axes de Tours, de Limoges, de Toulouse ou du Puy, accueille son flot de pèlerins. Un hôpital chargé de les accueillir est construit (il en est de même à Talais et Grayan-et-l'Hôpital).

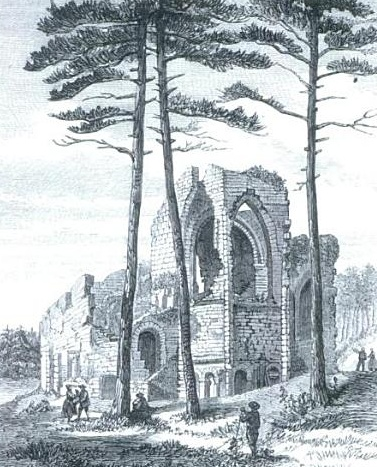
Ruines de la basilique Notre-Dame avant sa reconstruction, au XIXe siècle.

La basilique Notre-Dame est édifiée dans la seconde moitié du XIIe siècle dans une cuvette entre deux éminences (à l'est du puy du Porge et au nord-ouest du moulin à vent du puy du Guet). On y vénère tout particulièrement le tombeau présumé de sainte Véronique et une goutte de lait de la Vierge Marie que celle-ci aurait rapportée de Terre sainte.
« La ville de Soulac bâtie aux alentours de l’église avait une assez grande importance : les vieux titres y énumèrent encore 15 à 20 rues et 700 chefs de famille ou caps d’oustau, sujets de l’abbaye de Ste-Croix, en 1389. Il s’y faisait un commerce considérable portant principalement sur les vins de la région, recherchés par les Anglais. De nombreux marais salants y étaient activement exploités depuis plusieurs siècles. Le port avait un grand mouvement. Cependant, la ville et sa basilique étaient déjà sujettes à des inondations provenant, soit des eaux du sol, soit des crues de la Gironde ; au point que les moines durent, en plein XIIIe siècle, exécuter dans l’église un remblai haut de 3 mètres et que bien des habitants firent de même pour leurs maisons. C’est vers cette époque aussi que s’écroulèrent les voûtes primitives de l’église et sa tour centrale, et que celle-ci fut remplacée par le clocher actuel bâti à l’angle des murailles septentrionales et occidentales. Au XIVe siècle, les religieux durent fermer le portail méridional et ouvrir une porte dans la muraille ouest de la basilique (grand portail actuel) mettant son seuil à 1 m au-dessus du sol intérieur déjà surélevé. ».
Important port sur la Gironde au Moyen Âge, la cité est alors une étape sur le chemin de Saint-Jacques-de-Compostelle, où de nombreux pèlerins font étape dans la basilique Notre-Dame, avant de poursuivre par le chemin de Soulac. En 1452, alors que s'achève la guerre de Cent Ans, le roi d'Angleterre et duc d'Aquitaine Henri VI envoie une armée en renfort pour tenter de dégager ce qui reste de ses possessions du sud-ouest, envahies par les troupes françaises. Commandée par John Talbot, elle débarque à Soulac et fait marche vers Bordeaux. Cette tentative infructueuse s'achève par la bataille de Castillon, qui sonne le glas de la domination anglaise sur l'Aquitaine.
Au XVIIIe siècle, la ville est progressivement envahie par les dunes et entre dans une période de déclin. Des quartiers entiers sont peu à peu engloutis sous les sables. En 1741, les habitants évacuent en masse le « Vieux-Soulac » et se regroupent à quelques kilomètres à l'est, reconstruisant un nouveau village baptisé « Jeune-Soulac ». En 1744, la basilique étant ensevelie sous les sables, on décide la construction d'une nouvelle Église Notre-Dame au « Jeune Soulac ».
Au XIXe siècle, les ruines de la basilique (dont seul émerge alors le sommet du clocher) attirent les sociétés savantes tout autant que le clergé. Une commission des monuments historiques se rend sur place à deux reprises (1842 et 1846). En 1849, un particulier, Antoine Trouche, décide de se porter acquéreur des dunes du « Vieux-Soulac » afin d'y aménager un lotissement en bord de mer. Afin de contenir l'avancée des dunes, il ordonne la plantation d'une forêt de pins maritimes, embryon de l'actuelle forêt domaniale de la pointe de Grave. Les premières villas balnéaires fleurissent quelques mois plus tard avec la mode des bains de mer dont on a découvert les vertus curatrices, formant une petite station balnéaire baptisée « Bains des Olives ». Dans le même temps, le désensablement de la basilique est ordonné par les autorités ecclésiastiques. Les travaux, commencés en 1859, se poursuivront jusqu'en 1905.

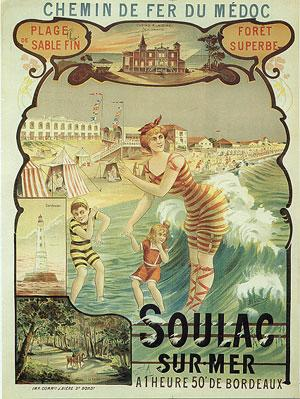
Affiche de la Compagnie du chemin de fer du Médoc.

L'arrivée du chemin de fer (ligne du Médoc) en 1874 permet à la petite cité balnéaire de prendre son essor. Les villas se multiplient et certains bourgeois bordelais prennent l'habitude d'y passer quelques moments de détente. La même année, la commune perd cependant une partie de son territoire, qui forme une commune indépendante, Le Verdon. Au début du XXe siècle, le centre de gravité de la commune n'est plus le « Jeune-Soulac », peu à peu rétrogradé au rang de simple hameau, mais la ville nouvelle de « Soulac-les-Bains ».

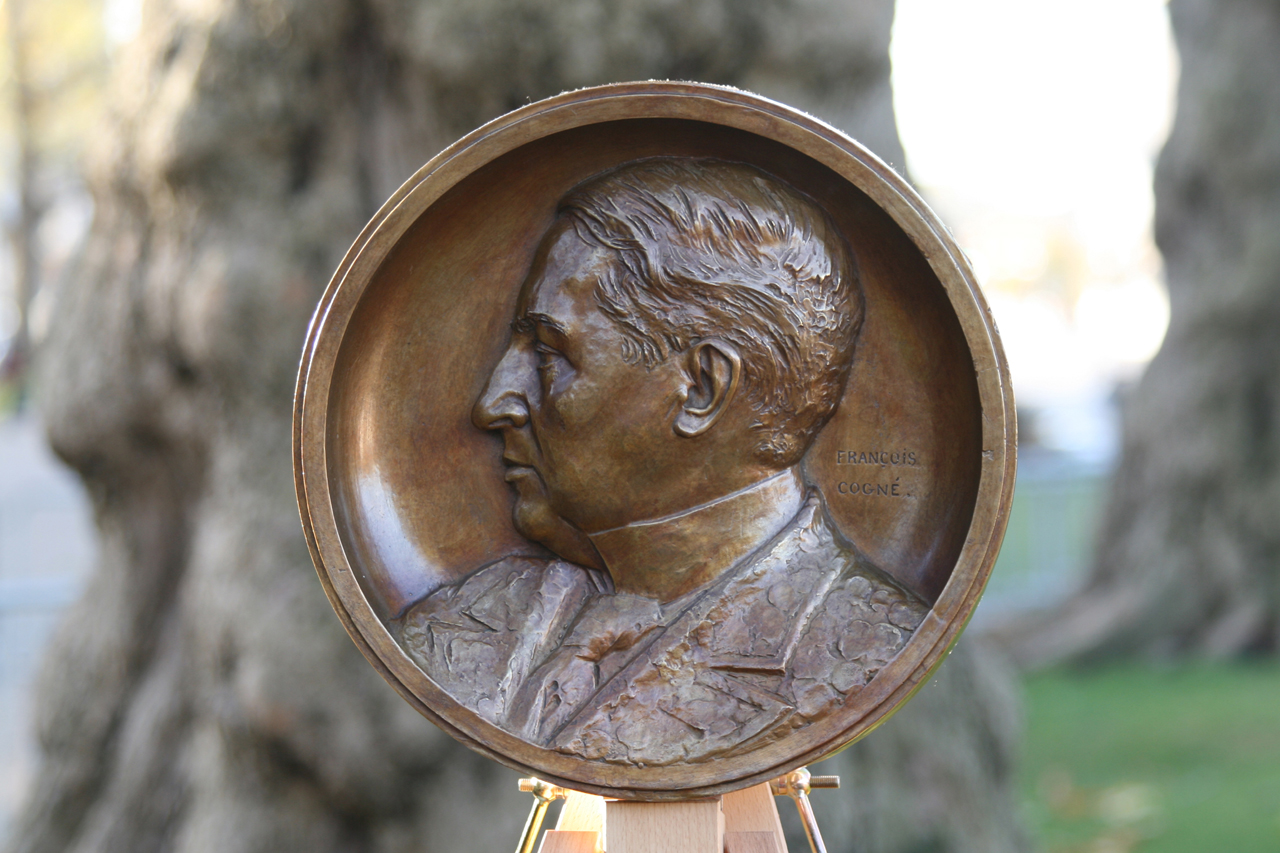
Médaillon à l'effigie de Georges Mandel, maire de Soulac de 1919 à 1940, assassiné en 1944 par la Milice.

Durant le XXe siècle, des personnalités telles que le poète Jean Fernand-Lafargue ou l'homme politique et résistant Georges Mandel marquent l'histoire de la commune.
L'occupation allemande se matérialise, ici comme dans toutes les régions littorales, par la construction du « Mur de l'Atlantique », un ensemble de blockhaus censé empêcher toute velléité de débarquement allié. La situation géographique particulière de la commune, à l'embouchure de la Gironde, conduit à la constitution d'une « forteresse » (dite Gironde Mündung Süd) appelée à devenir l'un des derniers bastions de résistance allemande.
La réduction des derniers éléments de cette poche est menée au cours de l'opération « Vénérable » qui débute le 14 avril 1945. Le 20 avril à 20 h 30, le général Milleret obtient la reddition des Allemands. Trace de cette occupation, 137 obus allemands enfouis dans le sable furent découverts et détruits en janvier 1990.
Dans le courant des années 1960 et 1970, la ville se dote de nouvelles infrastructures culturelles et touristiques (musée, casino, palais des congrès).
En 1998, la basilique Notre-Dame-de-la-fin-des-Terres est inscrite au patrimoine mondial de l'humanité par l'Unesco au titre des Chemins de Saint-Jacques-de-Compostelle.

### Historique de l'équipement de la commune
Mairie

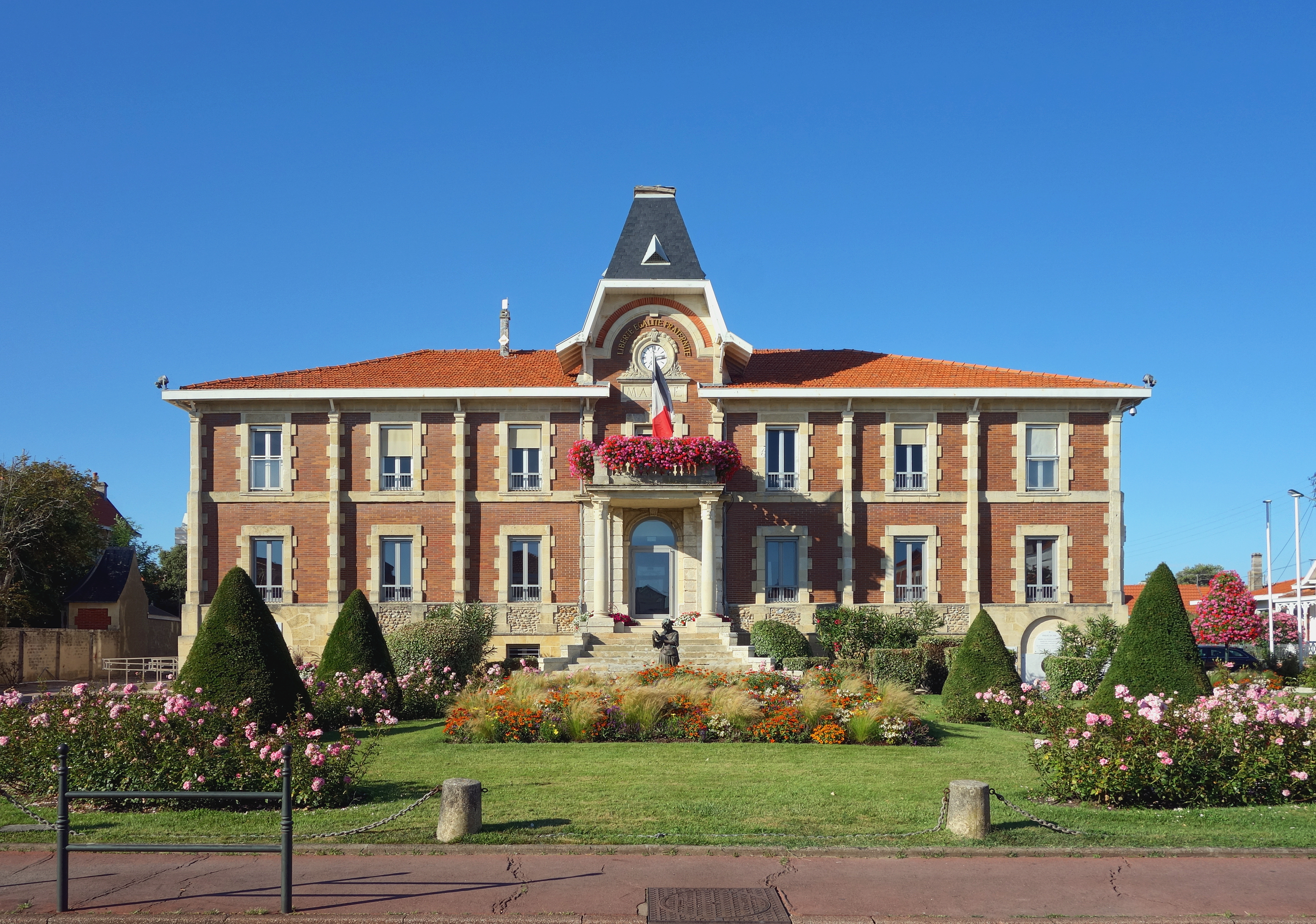
La mairie.

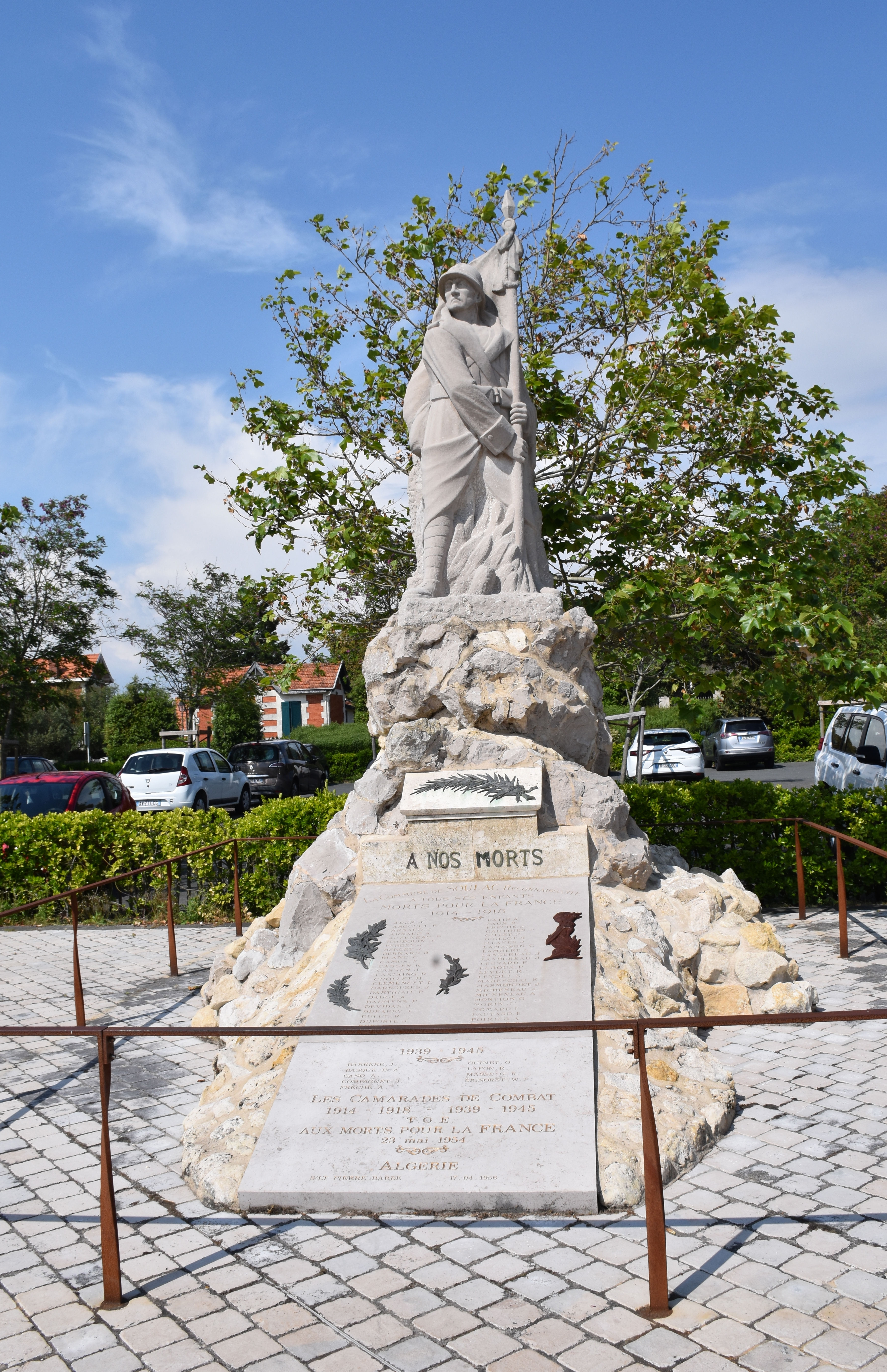
Le monument aux morts.

L'Hôtel de la Paix, construit en 1866, devient la nouvelle mairie de Soulac en 1901. Le bâtiment sera remanié en 1909 ; seul le bâtiment central est conservé. L'Hôtel de France ouvert en 1877 allait accueillir la première école de garçons en 1885. Le nom d'Hôtel de France sera repris par un bâtiment du bord de mer vers 1900.
Chemin de fer
L'arrivée du chemin de fer en 1874 contribue grandement à l'essor de la station balnéaire. Il fallait auparavant six heures en voiture hippomobile pour relier Soulac au port de Pauillac. Le temps du trajet en train depuis Bordeaux passe de plus de quatre heures à moins de deux heures dans les années 1920. Une gare provisoire est installée en 1874 sur la dune de l'Épine. L'avenue de la Basilique la reliera au centre en 1879.
Casino

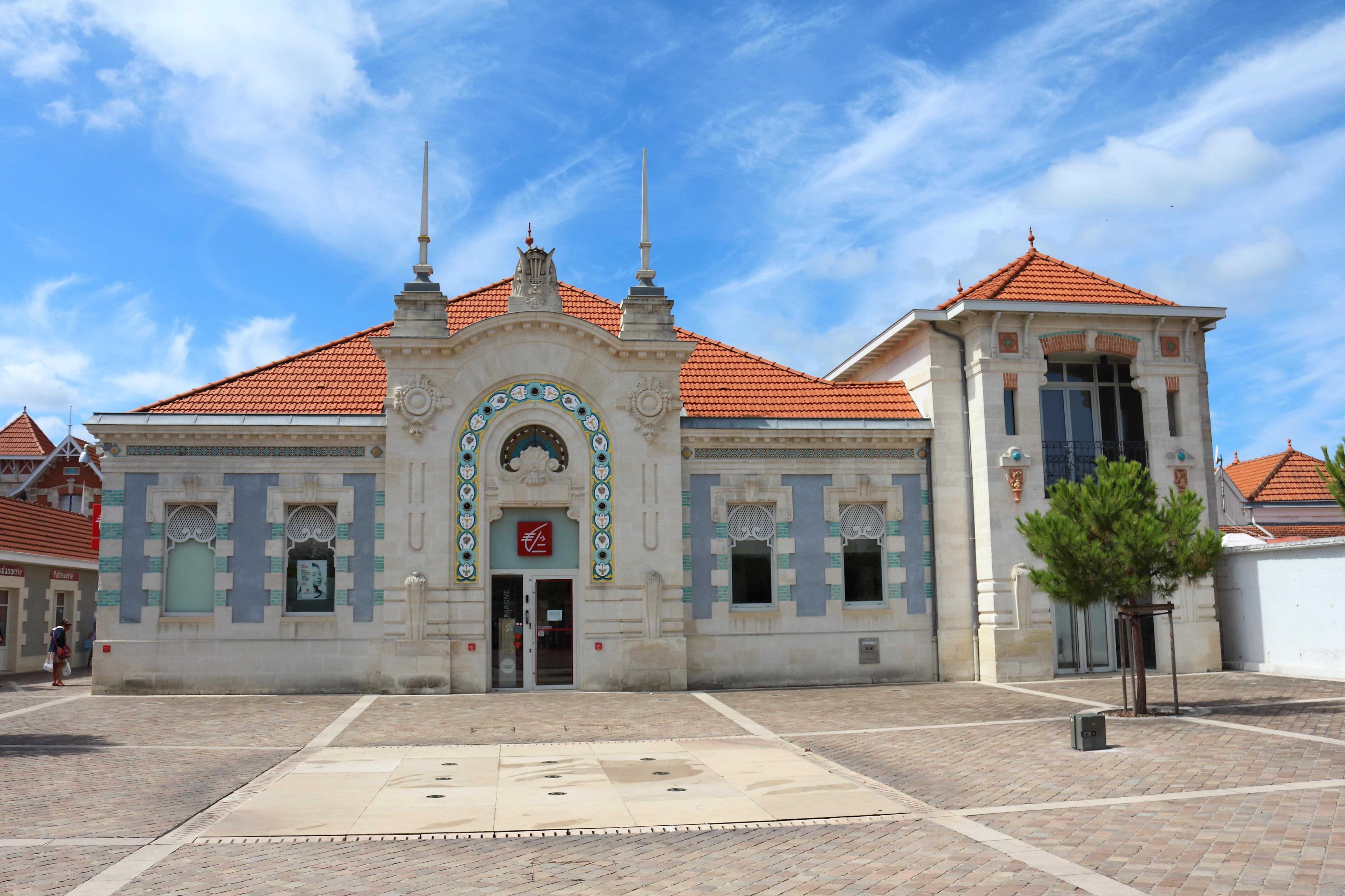
L'ancien casino.

Le casino mauresque a d'abord été construit en bois en 1878. Puis il est remplacé en 1900 par un nouveau bâtiment en pierre qui sera reconstruit sept ans plus tard, mêlant pierres et briques tout en lui conservant une note exotique.
Dans les années 1950 il sert de cinéma. Il abrite aujourd'hui la Caisse d'épargne.
Halle du marché

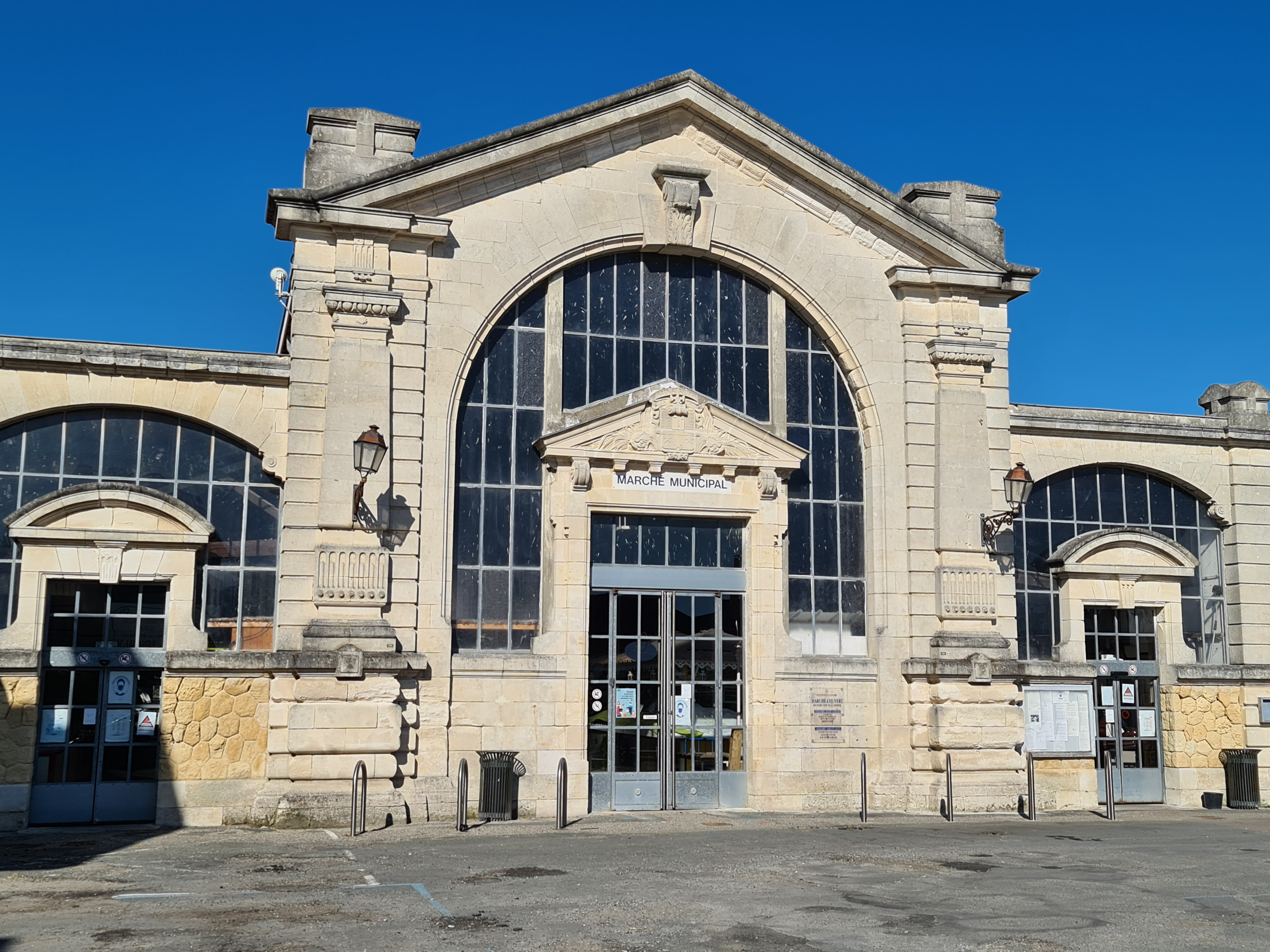
La halle du marché.

La halle a été construite de 1887 à 1891. À l'origine en bois, elle fut remplacée en 1923 par de la maçonnerie. Les chapiteaux des frontons sont l'œuvre du sculpteur ornementaliste Edmond Tuffet.
Le marché (fruits, légumes, viandes, charcuteries, fromages, poissons, crustacés, vins médocains, épicerie…) s'y tient tous les jours de 8 heures du matin à 13 heures (ainsi que de 18 heures à 20 heures en juillet-août). Un marché se tient à l'extérieur chaque jeudi matin.
Ponton
En 1868 un ponton est construit (dans le prolongement de la rue principale) duquel un double escalier en bois permettait d’accéder à la plage. En 1890, il est flanqué d'un kiosque à bains offrant une enfilade de cabines en surplomb de la plage. En 1894, une plate-forme à passerelle métallique est construite remplacée dix ans après par un ponton métallique, servi par une rampe d'accès inclinée. En 1914, on doit construire une digue pour protéger les constructions du bord de mer ; un nouveau ponton en maçonnerie est inauguré le 7 juin 1914 puis un second plus au sud en 1932.

## Héraldique
| Armes de Soulac-sur-Mer | Les armes de Soulac-sur-Mer se blasonnent ainsi : Coupé : au premier d'azur à la dune d'or, au bas de laquelle sont terrassés trois pins de sinople en fasce, et sommée d'une basilique d'argent, le clocher à dextre, au second d'argent aux trois étoiles flamboyantes de gueules. |

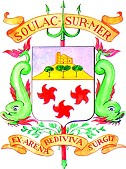
Blason de Soulac.

La devise qui figure sur les armes de la ville est : « Ex arena rediviva surgit » 
( « Elle surgit du sable et revit » ).

Photos d'archives et cartes postales
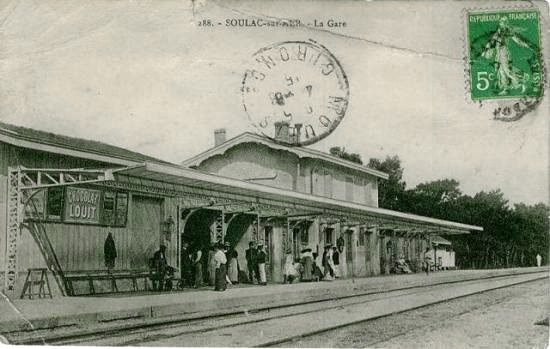
La gare.
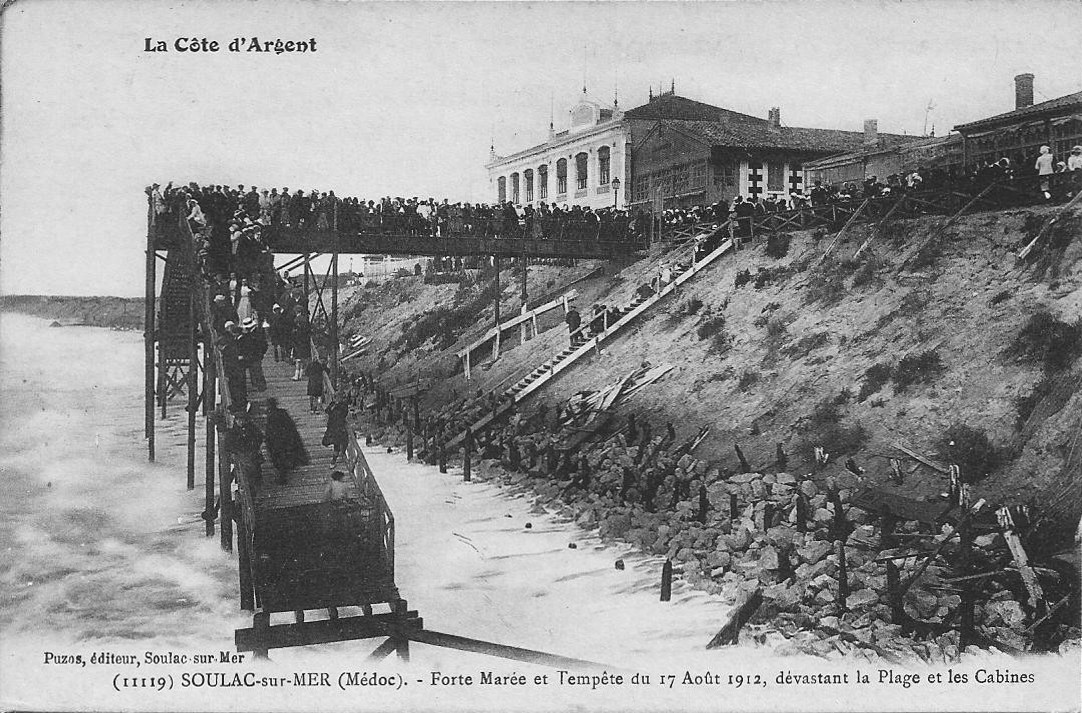
Le ponton en bois.
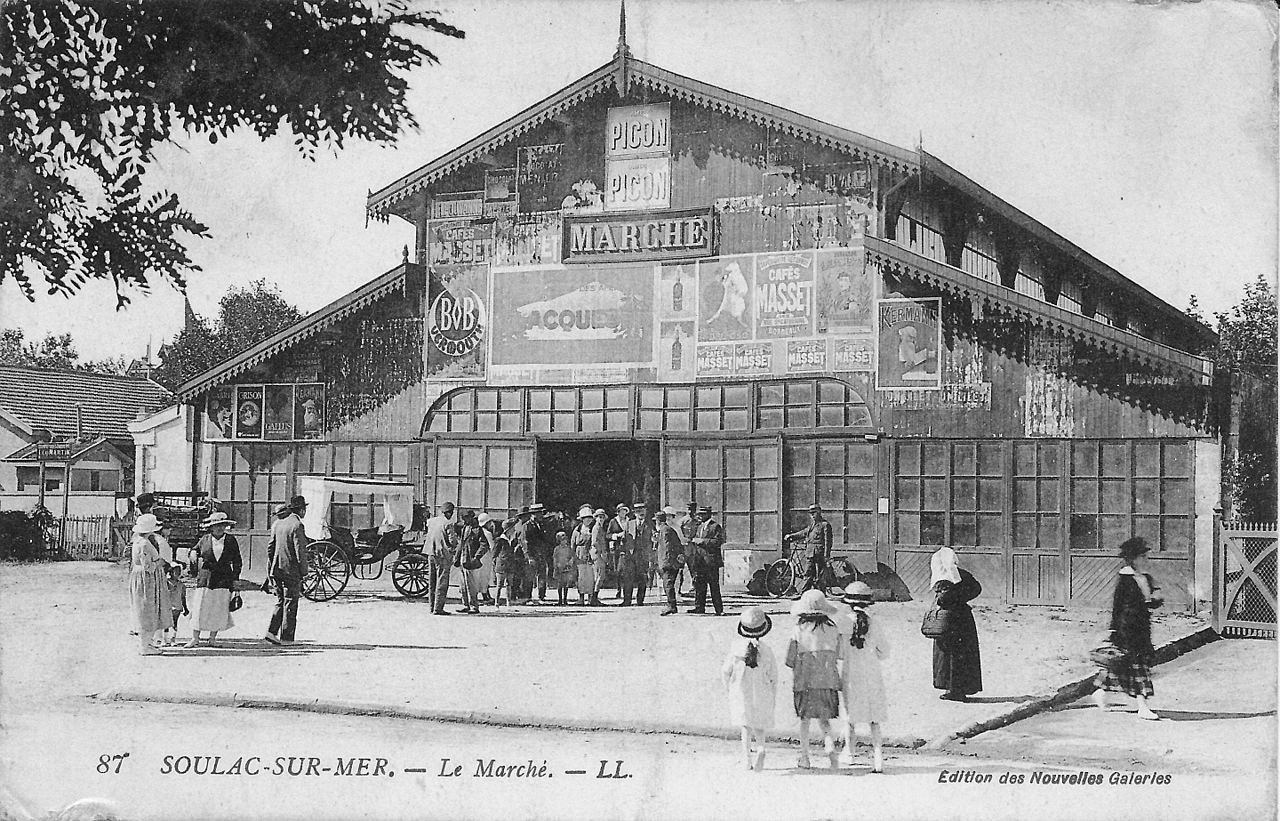
Les premières halles.
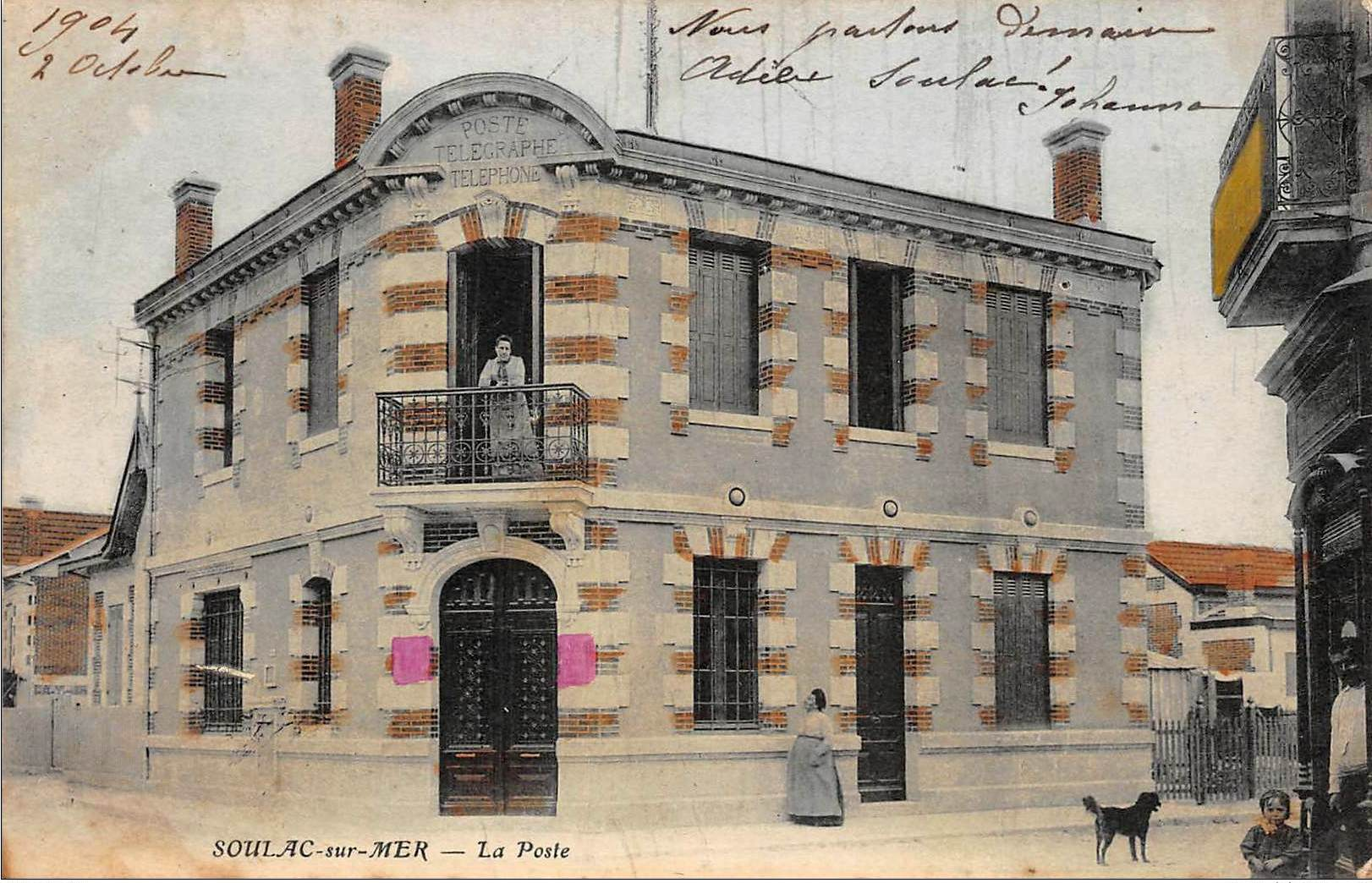
Les PTT.
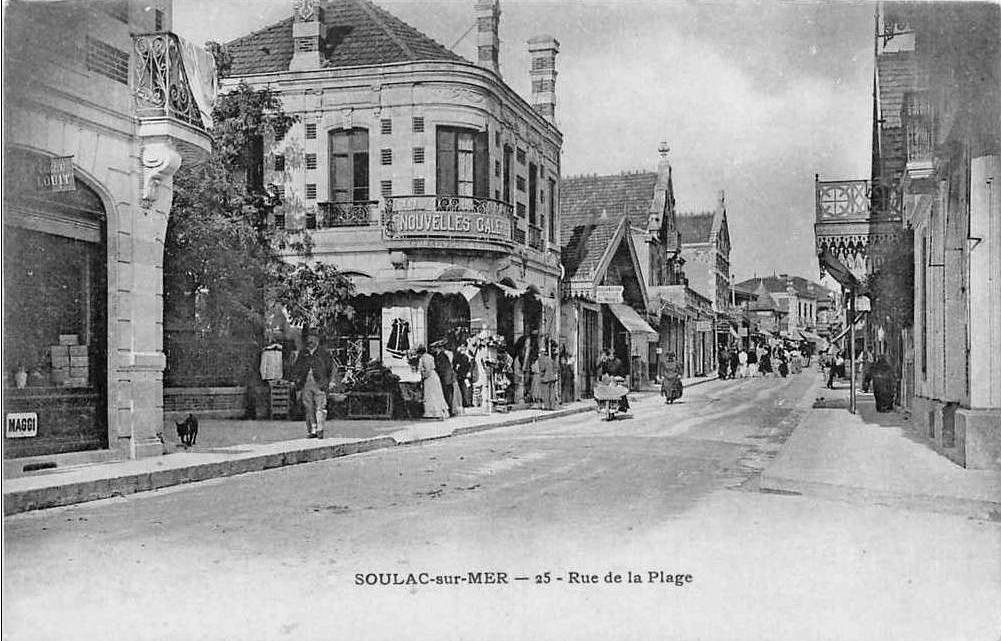
Les Nouvelles Galeries.
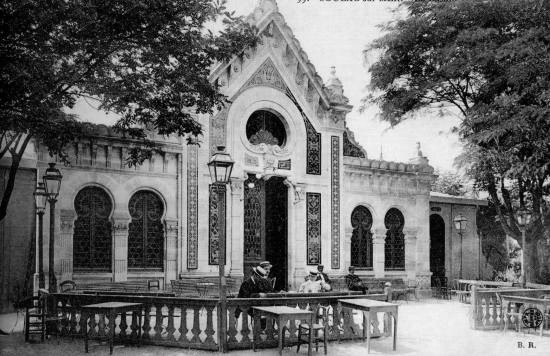
Le casino initial.
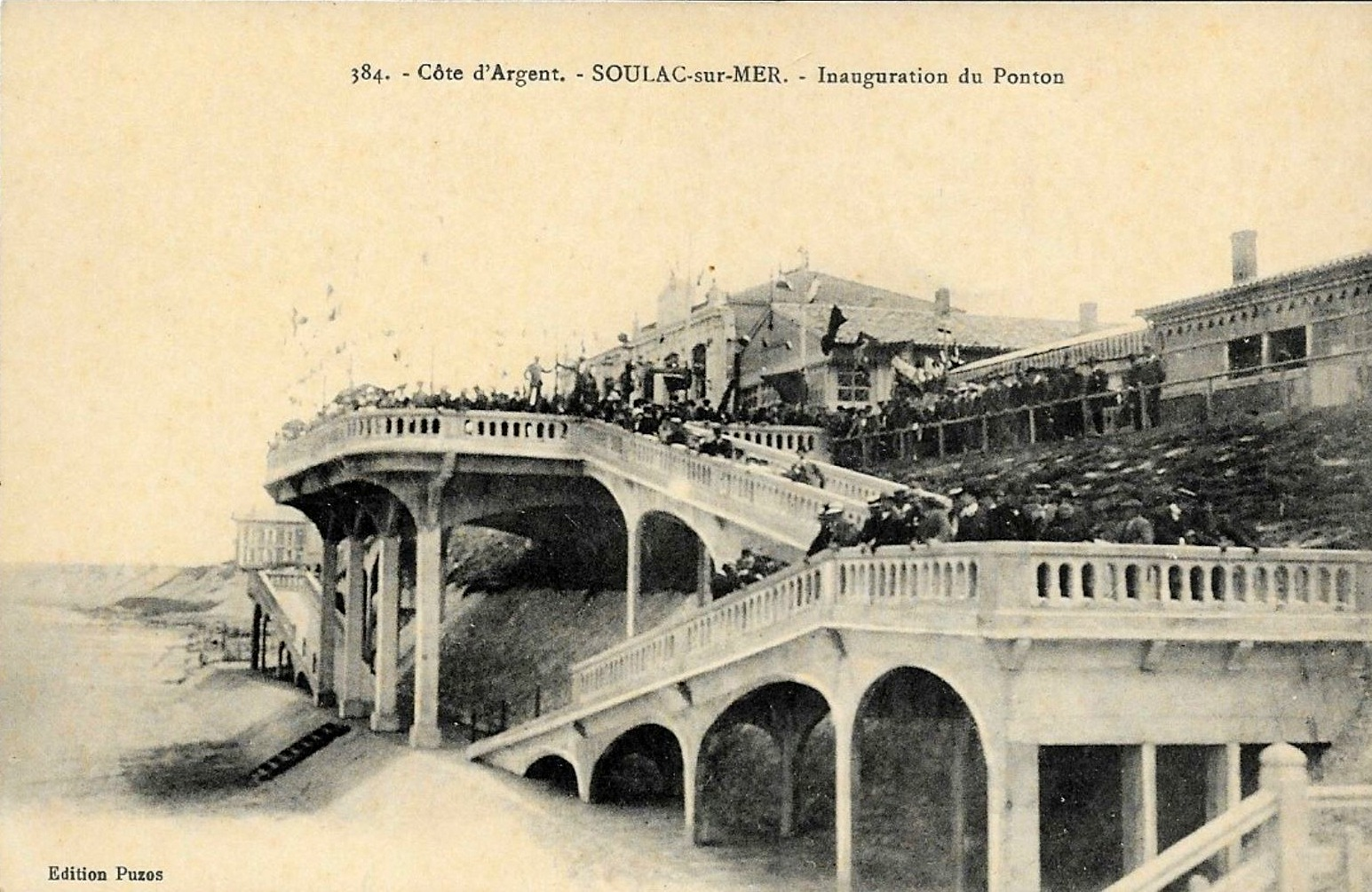
Le ponton de 1914.

## Politique et administration

### Liste des maires
| Maire                   | Mandat | Mandat   | Commentaires                                                                |
| Maire                   | Début  | Fin      | Commentaires                                                                |
| ----------------------- | ------ | -------- | --------------------------------------------------------------------------- |
| Georges Mandel          | 1919   | 1940     | Journaliste. Ministre.                                                      |
| Ludovic Marcoux         | 1940   | 1945     | Officier retraité.                                                          |
| André Coudy             | 1945   | 1945     | Commerçant.                                                                 |
| Roger Marcade           | 1945   | 1947     | SFIO. Médecin.                                                              |
| Jean Daniel             | 1947   | 1953     | CNIP. Entrepreneur.                                                         |
| Jean Michard-Pellissier | 1953   | 1959     | RGR. Avocat. Ancien député.                                                 |
| Jean-François Pintat    | 1959   | 1990     | UDF. Ingénieur. Sénateur.                                                   |
| Xavier Pintat           | 1990   | en cours | UMP-LR. Ingénieur. Ancien Sénateur, Président de la Communauté de Communes. |

### Communauté de communes Médoc Atlantique
Créée en 2017, la Communauté de communes Médoc Atlantique regroupe 14 communes et présente une superficie de 1 035,4 km². Elle a son siège à Soulac-sur-Mer. En 2020, le maire de Soulac-sur-Mer Xavier Pintat, candidat unique à sa succession, a retrouvé son siège de président.

### Résultats des élections municipales
En 2020 : Xavier Pintat est élu au premier tour avec 100 % des suffrages exprimés. Taux d'abstention : 62,79 % ; votes blancs : 11,08 % des votants ; votes nuls : 13,74 % des votants. En 2014 : Xavier Pintat est élu au premier tour avec 100 % des suffrages exprimés. Taux d'abstention : 40,69 % ; votes blancs ou nuls : 33,72 % des votants.

### Résultats des élections législatives au second tour
En 2017 : Benoît Simian (élu) a obtenu 59,73 %  des suffrages exprimés et Pascale Got 40,27 %.
En 2012 : Pascale Got (élue) a obtenu 47,27 % des suffrages exprimés et David Gordon-Krief 52,73 %.
En 2007 : Pascale Got (élue) a obtenu 34,21 % des suffrages exprimés et Jean-François Régère 65,69 %.

### Résultats des élections présidentielles au second tour
En 2017 : Emmanuel Macron (élu) a obtenu 63,56 % des suffrages exprimés et Marine Le Pen 36,44 %.
En 2012 : François Hollande (élu) a obtenu 42,55 % des suffrages exprimés et Nicolas Sarkozy 57,45 %.
En 2007 : Nicolas Sarkozy (élu) a obtenu 62,06 % des suffrages exprimés et Ségolène Royal 37,94 %.

### Tendances politiques
La municipalité de Soulac-sur-Mer est dirigée par la droite depuis 1947.

### Jumelages
- Saarburg (Allemagne) depuis 1972
- El Burgo de Osma (Espagne) depuis 1988
- Ospedaletti (Italie) depuis 1972
- Castlerea (Irlande) depuis 1990[67]

## Population et société

### Démographie

#### Évolution démographique
L'évolution du nombre d'habitants est connue à travers les recensements de la population effectués dans la commune depuis 1793. Pour les communes de moins de 10 000 habitants, une enquête de recensement portant sur toute la population est réalisée tous les cinq ans, les populations de référence des années intermédiaires étant quant à elles estimées par interpolation ou extrapolation. Pour la commune, le premier recensement exhaustif entrant dans le cadre du nouveau dispositif a été réalisé en 2007.

En 2022, la commune comptait 3 011 habitants, en évolution de +10,86 % par rapport à 2016 (Gironde : +6,91 %, France hors Mayotte : +2,11 %).
| 1793 | 1800 | 1806 | 1821 | 1831 | 1836 | 1841 | 1846 | 1851 |
| ---- | ---- | ---- | ---- | ---- | ---- | ---- | ---- | ---- |
| 742  | 673  | 651  | 656  | 801  | 768  | 814  | 840  | 950  |

| 1856  | 1861  | 1866  | 1872  | 1876 | 1881 | 1886 | 1891 | 1896  |
| ----- | ----- | ----- | ----- | ---- | ---- | ---- | ---- | ----- |
| 1 101 | 1 165 | 1 315 | 1 185 | 716  | 720  | 813  | 993  | 1 349 |

| 1901  | 1906  | 1911  | 1921  | 1926  | 1931  | 1936  | 1946  | 1954  |
| ----- | ----- | ----- | ----- | ----- | ----- | ----- | ----- | ----- |
| 1 388 | 1 601 | 1 650 | 1 672 | 1 586 | 2 043 | 2 009 | 1 883 | 2 097 |

| 1962  | 1968  | 1975  | 1982  | 1990  | 1999  | 2006  | 2007  | 2012  |
| ----- | ----- | ----- | ----- | ----- | ----- | ----- | ----- | ----- |
| 2 113 | 2 198 | 2 387 | 2 536 | 2 790 | 2 720 | 2 690 | 2 679 | 2 531 |

| 2017  | 2022  | - | - | - | - | - | - | - |
| ----- | ----- | - | - | - | - | - | - | - |
| 2 811 | 3 011 | - | - | - | - | - | - | - |

#### Pyramide des âges
La population de la commune est relativement âgée.
En 2018, le taux de personnes d'un âge inférieur à 30 ans s'élève à 18,4 %, soit en dessous de la moyenne départementale (35,9 %). À l'inverse, le taux de personnes d'âge supérieur à 60 ans est de 52,6 % la même année, alors qu'il est de 24,9 % au niveau départemental.
En 2018, la commune comptait 1 316 hommes pour 1 503 femmes, soit un taux de 53,32 % de femmes, légèrement supérieur au taux départemental (52,06 %).
Les pyramides des âges de la commune et du département s'établissent comme suit.
| Hommes | Classe d’âge | Femmes |
| ------ | ------------ | ------ |
| 2,4    | 90 ou +      | 7,1    |
| 15,7   | 75-89 ans    | 19,9   |
| 30,9   | 60-74 ans    | 28,7   |
| 17,5   | 45-59 ans    | 18,5   |
| 11,8   | 30-44 ans    | 10,3   |
| 11,8   | 15-29 ans    | 8,1    |
| 9,8    | 0-14 ans     | 7,4    |

| Hommes | Classe d’âge | Femmes |
| ------ | ------------ | ------ |
| 0,7    | 90 ou +      | 1,9    |
| 6,7    | 75-89 ans    | 8,9    |
| 15,7   | 60-74 ans    | 16,8   |
| 19,9   | 45-59 ans    | 19,3   |
| 19,9   | 30-44 ans    | 19,2   |
| 19,4   | 15-29 ans    | 18,1   |
| 17,7   | 0-14 ans     | 15,8   |

## Économie

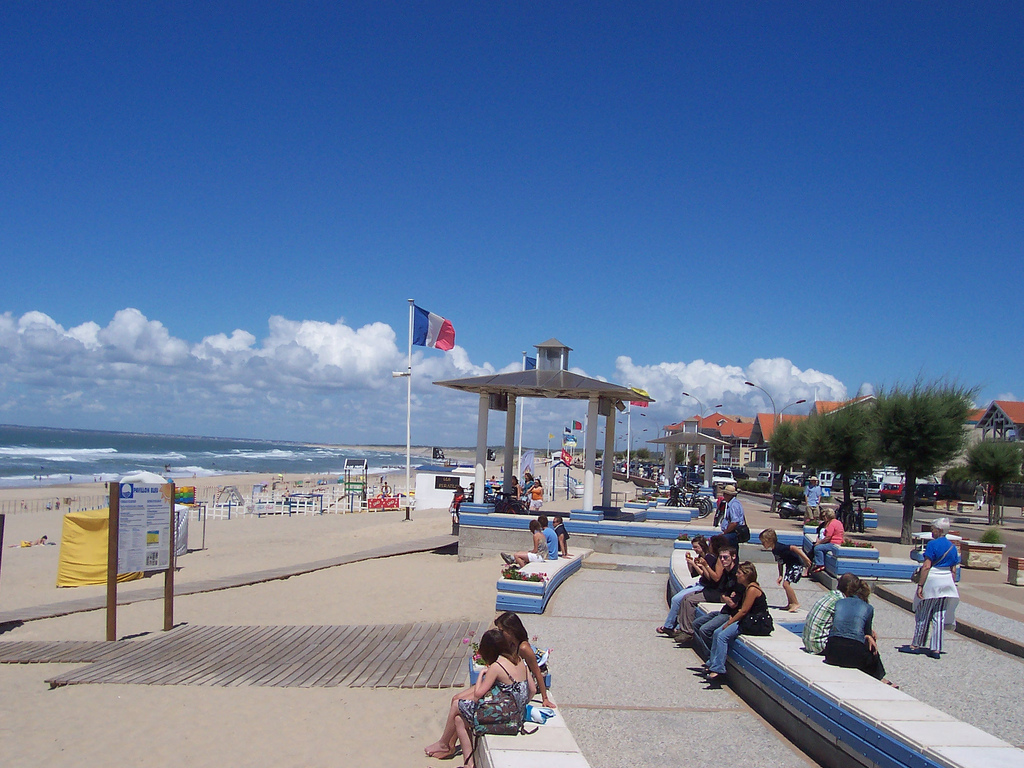
Le front de mer en période estivale.

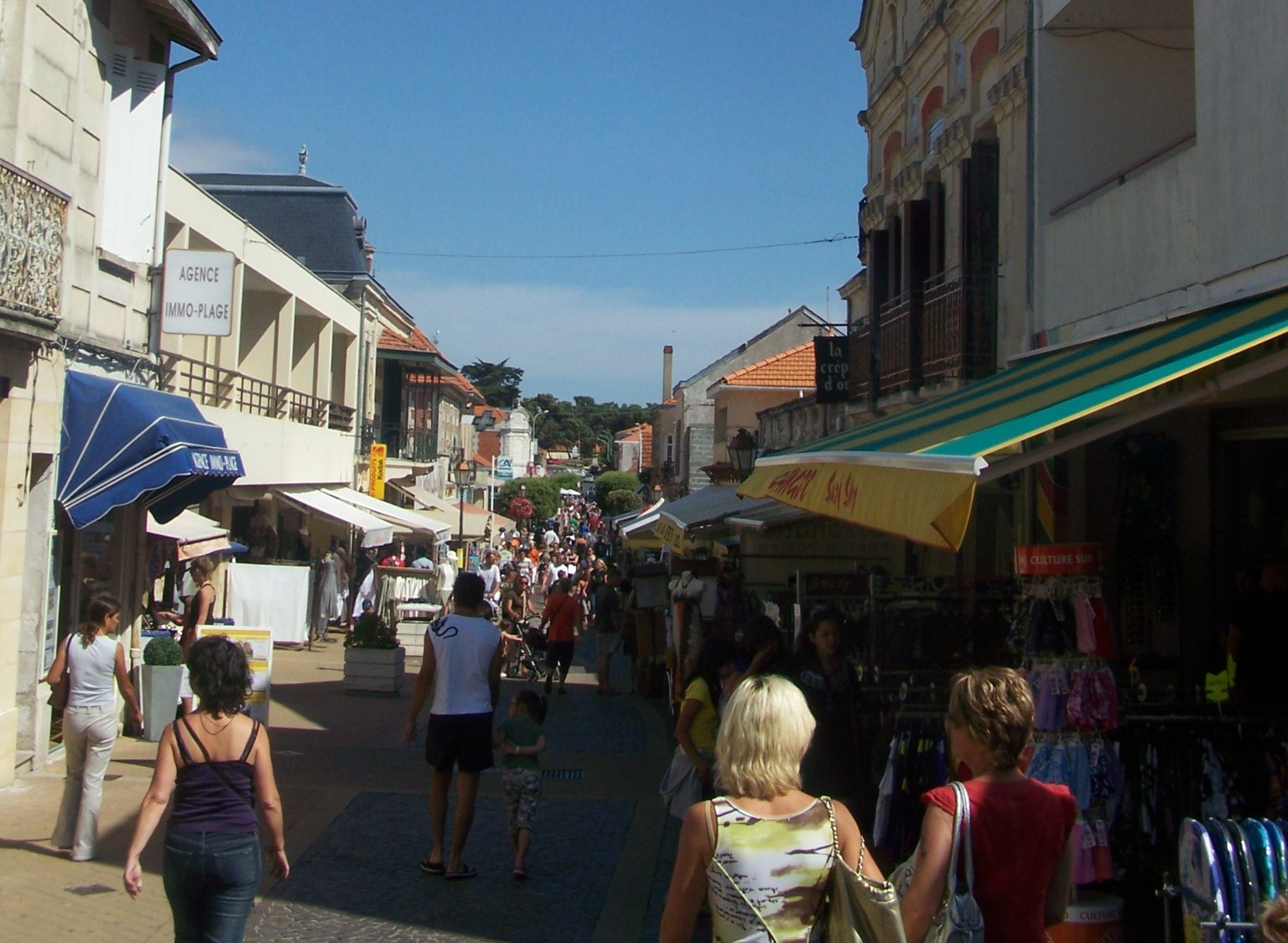
La rue de la Plage, en partie piétonne, est un axe commerçant majeur du centre-ville.

Comptant parmi les principales stations balnéaires du Médoc, la ville tire un parti non négligeable du tourisme, en particulier durant la haute-saison (du mois d'avril au mois de septembre, avec un pic en juillet-août). La ville compte ainsi de nombreuses infrastructures tournées vers ce secteur d'activité, depuis les boutiques spécialisées aux bars de nuit, en passant par les restaurants et cafés du front de mer. La commune abrite également un casino, une discothèque.
Autres secteurs prédominants, le commerce et les services se matérialisent par la présence de nombreuses boutiques en centre-ville, de deux moyennes surfaces (Carrefour Market et Lidl) et d'une zone artisanale (ZA Palu de Bert Est) implantée en bordure de la route départementale 1215. La pêche mais aussi l'ostréiculture restent pratiquées au port de Neyran, sur l'estuaire de la Gironde.
La ville abrite une population globalement moins active que la moyenne nationale (36,3 % contre 45,2 %) avec cependant un taux d'activité des 20-59 ans proche de la norme (80 % contre 82,2 %). Les catégories socio-professionnelles les mieux représentées sont les employés (38,3 % de la population active, contre 29,9 % au niveau national), les artisans, commerçants et chefs d'entreprises (22,9 %), les ouvriers (17,4 %), les professions intermédiaires (12,9 %), les cadres (6,7 %) et les agriculteurs (1,7 %). Le taux de chômage demeurait plus important que la moyenne nationale en 1999, touchant 158 personnes, soit 16 % de la population active (12,9 % au niveau national à cette date). La ville abrite une agence pour l'emploi (point-emploi du Médoc).
Les retraités forment la deuxième composante de la population (33,1 % de la population en 1999), juste devant les jeunes scolarisés et les étudiants (16,1 %).

## Patrimoine communal

### Basilique Notre-Dame

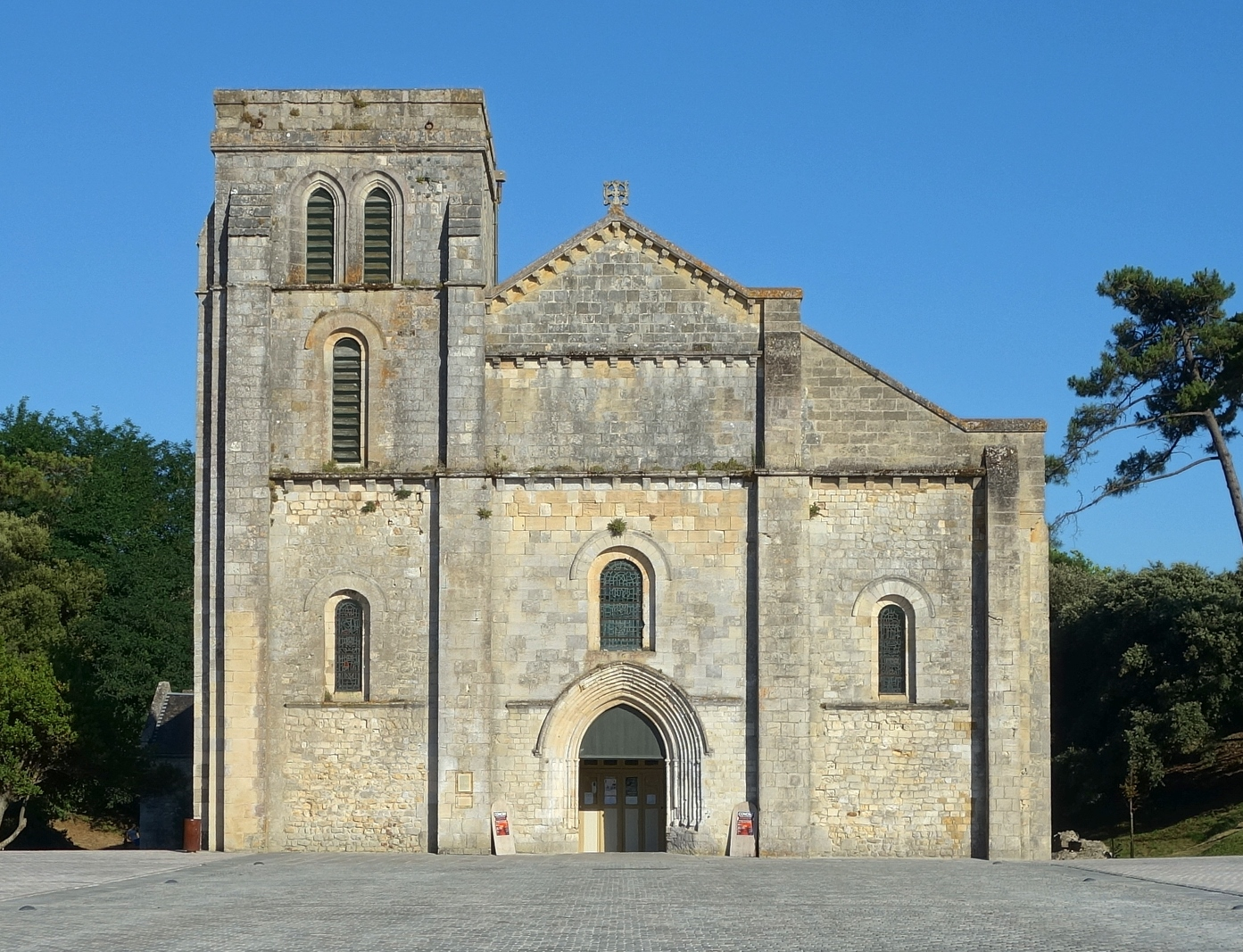
La basilique Notre-Dame-de-la-fin-des-Terres, classée au patrimoine mondial par l'Unesco.

Cette vaste église de pèlerinage est édifiée dans le courant du XIIe siècle sous l'impulsion des moines bénédictins. Située sur l'un des chemins de Saint-Jacques-de-Compostelle (voie de Soulac), elle est fréquentée par de nombreux jacquets durant les grandes heures du pèlerinage compostellan, qui viennent y vénérer les reliques de sainte Véronique (évangélisatrice présumée du Médoc) ainsi qu'une goutte de lait attribuée à la Vierge Marie. Très marquée par les styles roman saintongeais et poitevins, elle doit être remaniée à plusieurs reprises au cours de son histoire, le déplacement constant des dunes entamant régulièrement sa structure.
À partir du XVIe siècle, les assauts des éléments se font plus pressants, et les efforts des hommes pour préserver l'édifice de plus en plus vains. En 1741, la progression des dunes est telle que les habitants du village doivent se résoudre à l'évacuer : en quelques années, le sanctuaire est presque totalement enseveli sous les sables. Il faut attendre l'année 1842 pour que l'on envisage de dégager l'édifice, presque entièrement ruiné. Sa restauration est mise en œuvre de 1859 à 1905, alors que Soulac entame sa reconversion en station balnéaire.
La basilique est classée au patrimoine mondial par l'Unesco depuis 1998.

### Monastère des bénédictins
Le monastère a été construit à partir de 1871 sur la dune surplombant la basilique. Seule une des deux ailes prévues sera construite. Ce monastère fut renommé pour la production d'une pâte dentifrice.

### Église Notre-Dame du Jeune Soulac
L'église Notre-Dame du Jeune Soulac se dresse à quelques kilomètres du centre-ville, au cœur d'un hameau portant le nom de Jeune-Soulac. Cette dénomination s'explique par le fait que les habitants ont eu à reconstruire totalement leur village à cet endroit après que le « Vieux-Soulac » (le centre-ville actuel) a été presque intégralement enseveli sous les dunes. Les premières maisons du « Jeune-Soulac » sont édifiées en 1741, la nouvelle église paroissiale étant construite en 1745.
Cet édifice très sobre prend la forme d'un vaisseau unique rectangulaire divisé en trois travées. Il est précédé d'un clocher-porche trapu. L'ancien cimetière qui entourait le sanctuaire a été transféré en 1864, laissant la place à un espace vert. L'église est aujourd'hui désaffectée et sert de cadre à des manifestations culturelles ponctuelles.

### Chapelle de l'Amélie

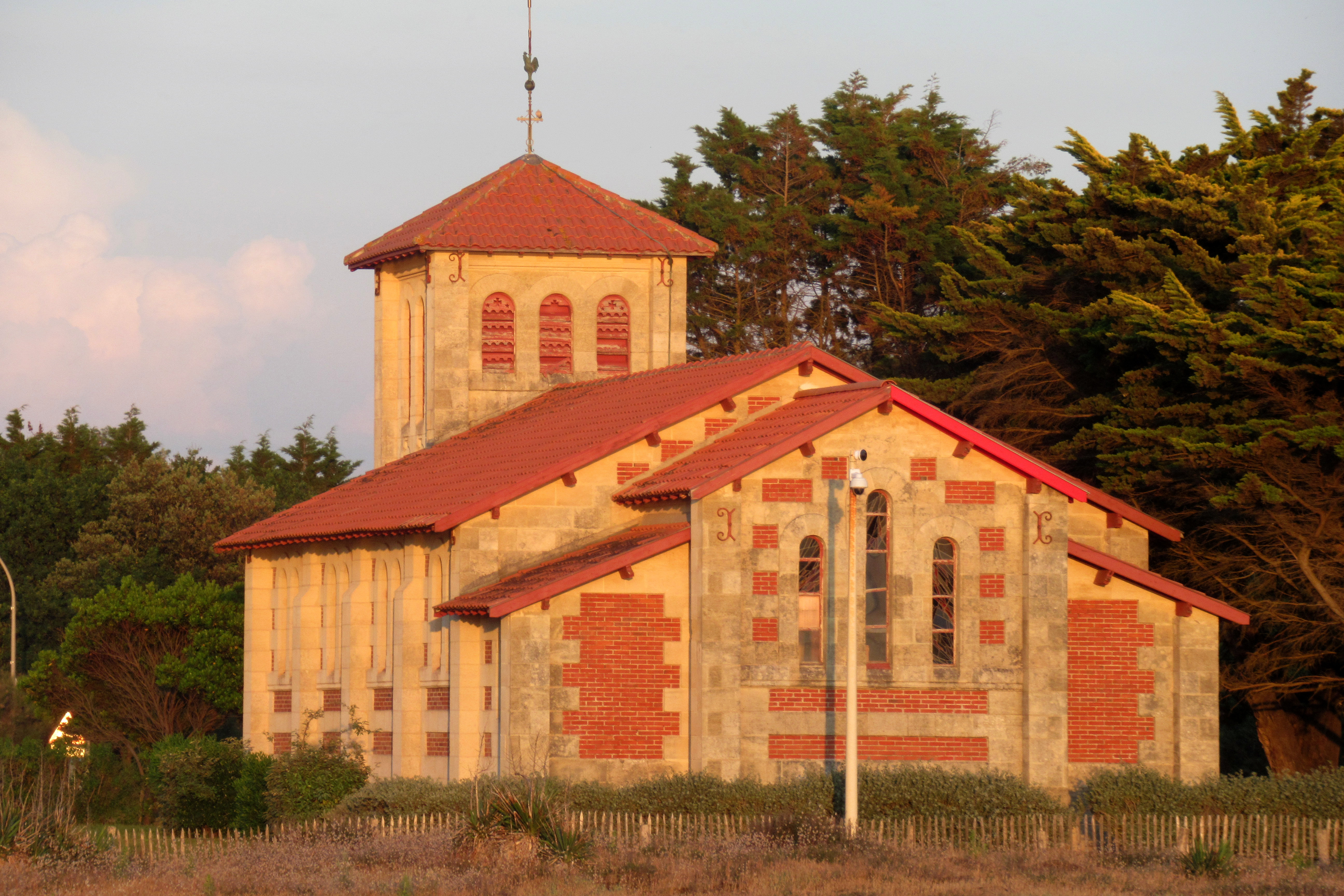
Chapelle de l’Amélie, bâtie au XIX (Soulac-sur-Mer).

Ce modeste sanctuaire est établi en 1882 afin de servir de lieu de culte au nouveau quartier de l'Amélie, alors en cours d'urbanisation. Située à proximité de la plage de l'Amélie, au cœur de la pinède, cette chapelle se présente comme un unique vaisseau précédé d'un clocher-porche.
Les matériaux utilisés sont les mêmes que ceux de nombreuses villas balnéaires construites à la même époque (pierre de taille et brique).

### Statue de la Liberté

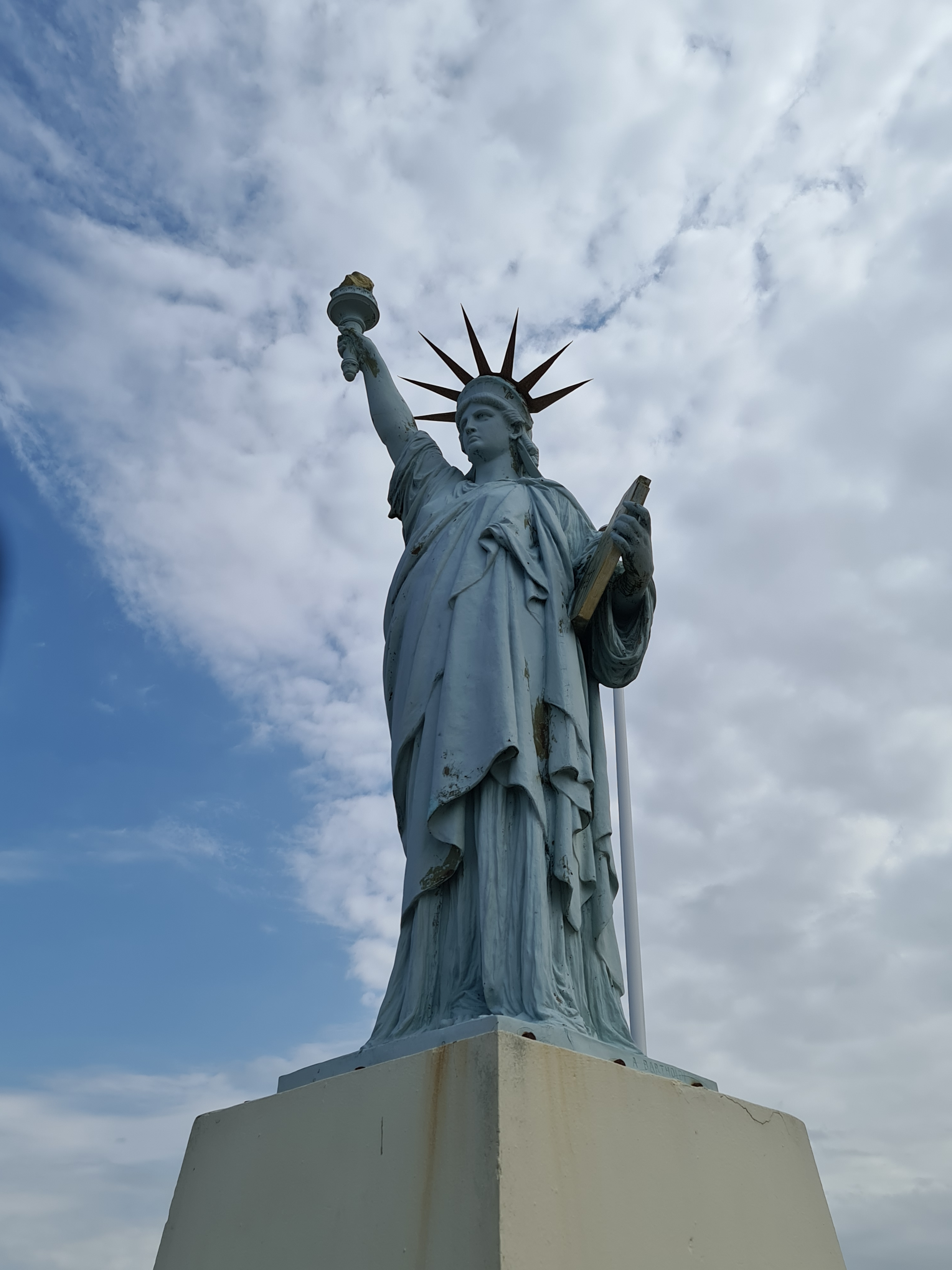
Réplique de la statue de la Liberté sur le front de mer.

Le front de mer de Soulac accueille une réplique de La Liberté éclairant le monde, plus connue sous le nom de statue de la Liberté. Commandée en 1980 par la municipalité, elle a été réalisée par la fonderie Thiébaut Frères à partir des moules originaux d'Auguste Bartholdi. Elle fait face à l'océan Atlantique et aux dunes de la Côte d'Argent.
Cette réplique de taille réduite est un hommage au marquis de La Fayette qui s'est embarqué à bord de La Victoire en 1777, dans le but de combattre aux côtés des insurgés dans la guerre d'indépendance américaine.
Après avoir descendu l'estuaire de la Gironde et fait halte à Pauillac en Médoc, c'est par la pointe de Grave au nord de Soulac que La Fayette rejoint l'Espagne avant de se lancer dans sa traversée de l'Atlantique.
Sur le piédestal supportant la réplique de la statue peut être lu :
« Le littoral du Médoc, et plus particulièrement la plage de Soulac, est sans doute la dernière vision de France qu'a emportée avec lui La Fayette avant son périple vers le continent américain. »

### Fontaine Clemenceau
La fontaine de la place Clemenceau, œuvre des artistes Mathurin Moreau (sculptures) et Michel Joseph Napoléon Liénard (ornements, agencement), est une des deux fontaines monumentales créées en 1857 et 1858, sous le mandat du maire Antoine Gautier, afin d'orner les célèbres allées de Tourny de Bordeaux, une des grandes artères de la métropole girondine. Illuminées à partir de 1929, représentées sur de nombreuses cartes postales, elles font pourtant les frais de la politique de modernisation voulue par le maire de Bordeaux Jacques Chaban-Delmas : déboulonnées dans les années 1960, elles sont déplacées à Soulac pour la première, à Saint-Germain-de-la-Rivière, puis à Québec pour la seconde.
La fontaine de Soulac se compose de trois bassins. La base comprend quatre statues représentant des figures mythologiques, respectivement Neptune, Acis, Amphitrite et Galatée. Au niveau supérieur, quatre putti se tiennent par la main, dans une composition inspirée du classicisme, l'ensemble étant une allégorie de l'Océan Atlantique et de l'estuaire de la Gironde.
Installée au centre d'un rond-point, relativement méconnue, la fontaine, qui ne dispose d'aucune protection des monuments historiques, se dégrade progressivement (corrosion).

### Casino

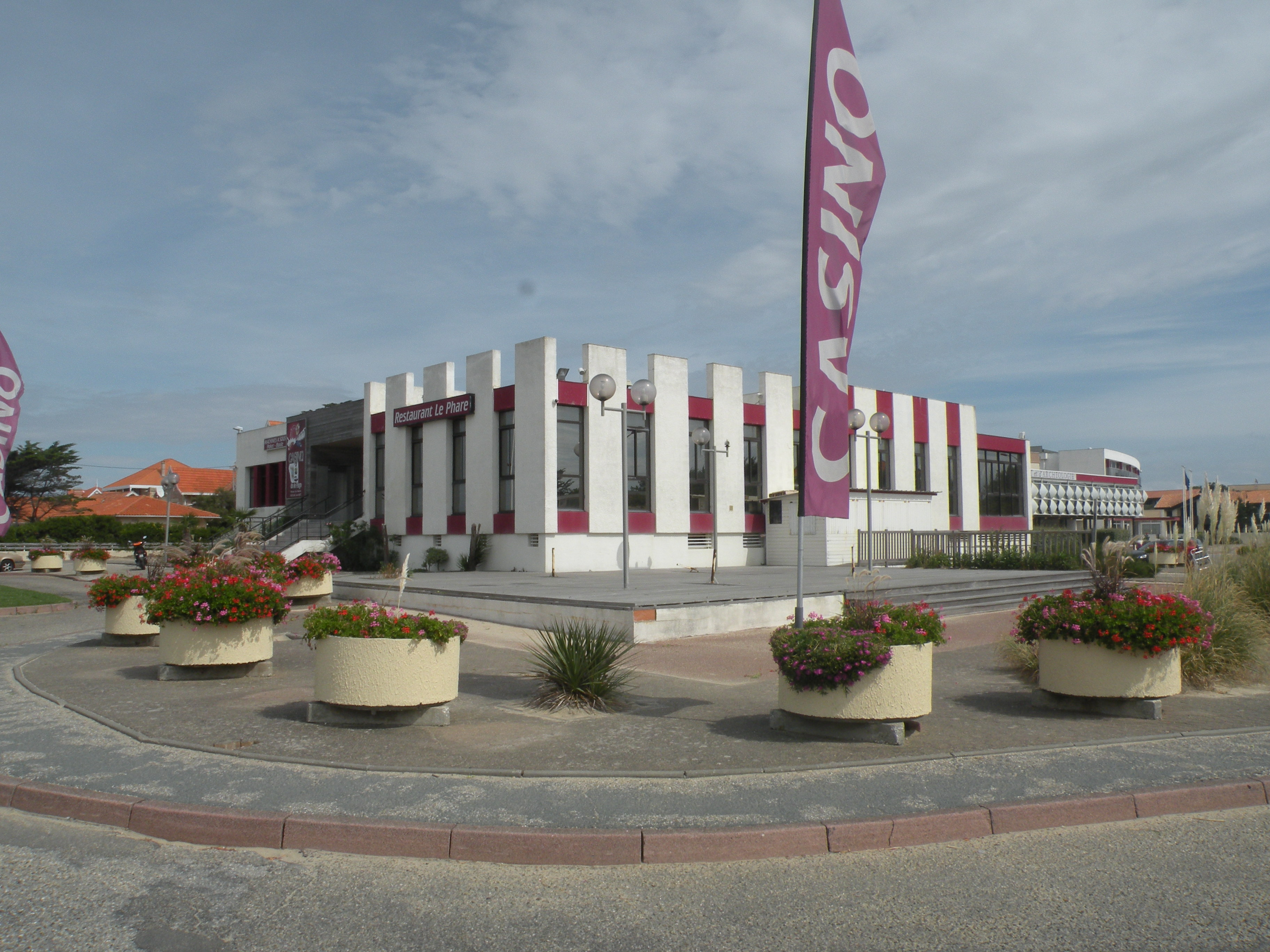
Casino de Soulac.

La construction du casino actuel est décidée au début des années 1970, à la faveur d'un grand plan de réaménagement du front de mer voulu par la municipalité de l'époque afin de redynamiser la station.
Œuvre de l'architecte Robert Bedout, il est une des pièces maîtresses d'un ensemble comprenant le musée d'art et d'archéologie et le palais des congrès. Il est inauguré le 1er juillet 1970.
L'établissement comprend une salle de jeu, une discothèque, un bar et un restaurant.

### Mémorial de la forteresse du Nord-Médoc
Géré par une association (Association historique de la poche du Nord-Médoc), ce mémorial est consacré aux fortifications érigées à Soulac et au Verdon par les troupes allemandes durant la Seconde Guerre mondiale. Son but est de préserver la mémoire de ce lieu afin de ne pas oublier cette page douloureuse et tragique de l'histoire française et européenne, dans un esprit de réconciliation.
Véritable bastion chargé notamment de protéger le port de Bordeaux, la forteresse du Nord-Médoc répondait aux infrastructures établies autour de Royan (sur l'autre rive de la Gironde). Le mémorial comprend un musée et propose des visites guidées de trois sites : la batterie des Arros (Stützpunkt 307 dit Reichenberg) et les lignes de fortifications S305 et S305a (blockhaus, casemates).
Vestiges de blockhaus (Bunker en allemand) dans la partie sud de Soulac :

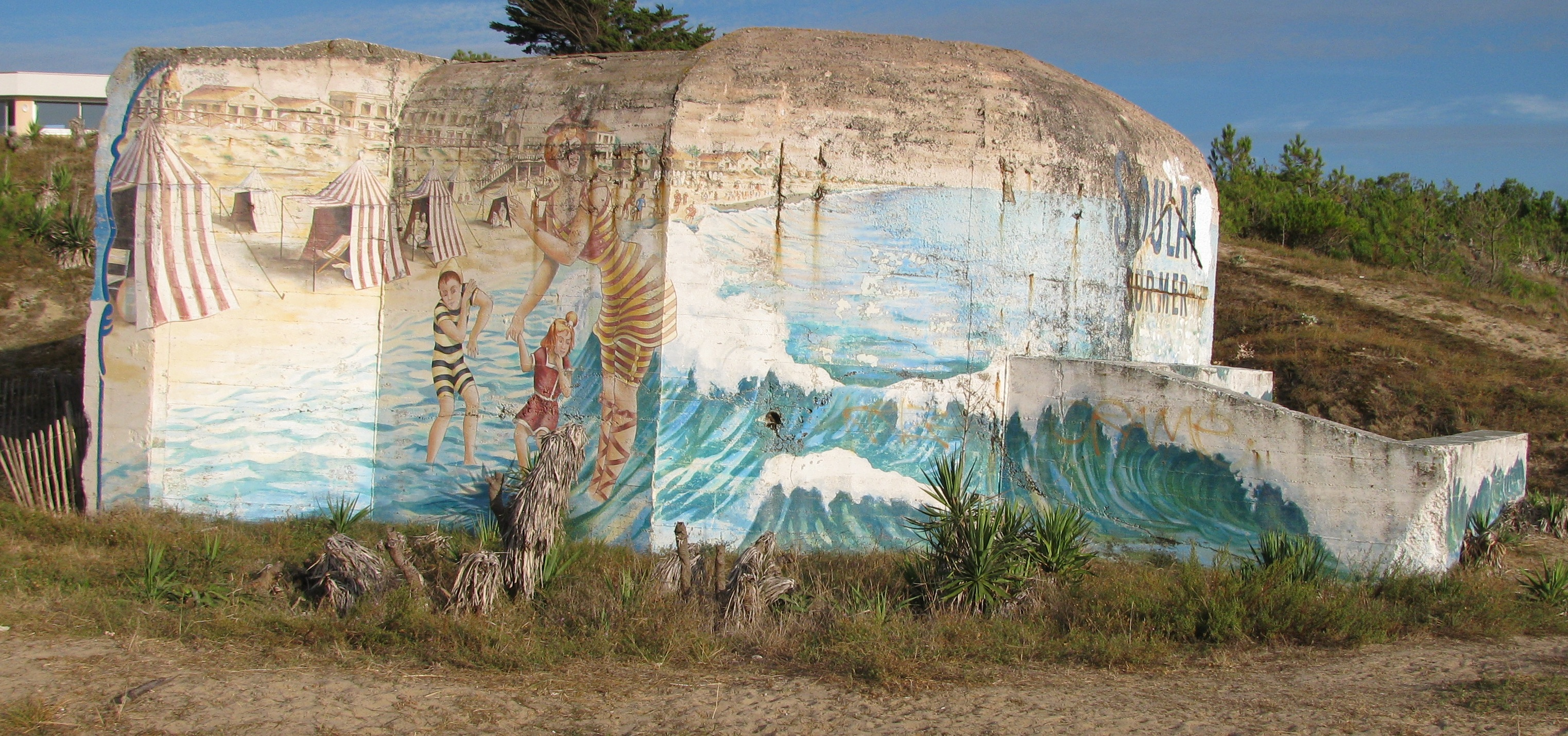
Blockhaus à la sortie sud de Soulac.
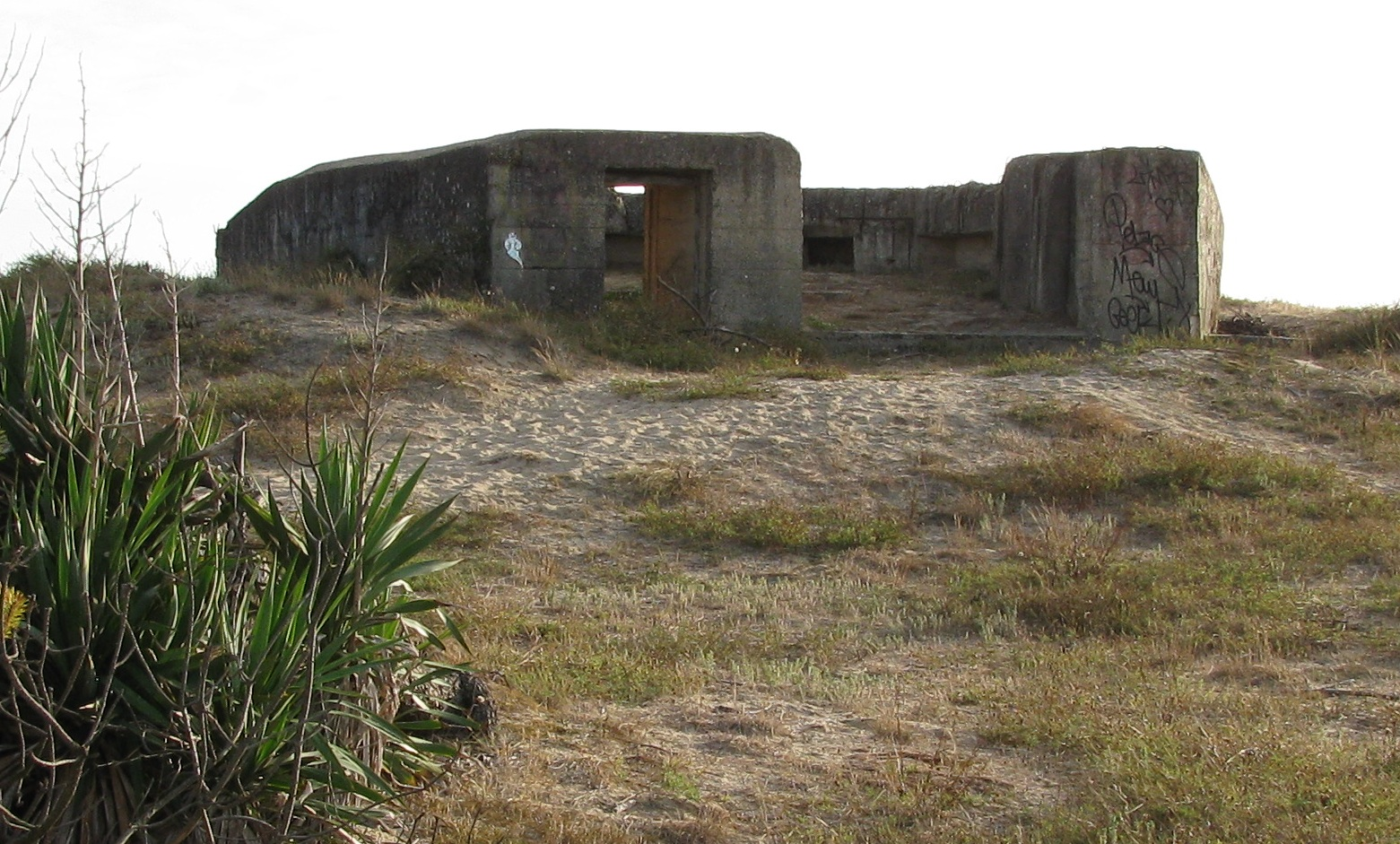
Blockhaus sur la dune littorale.
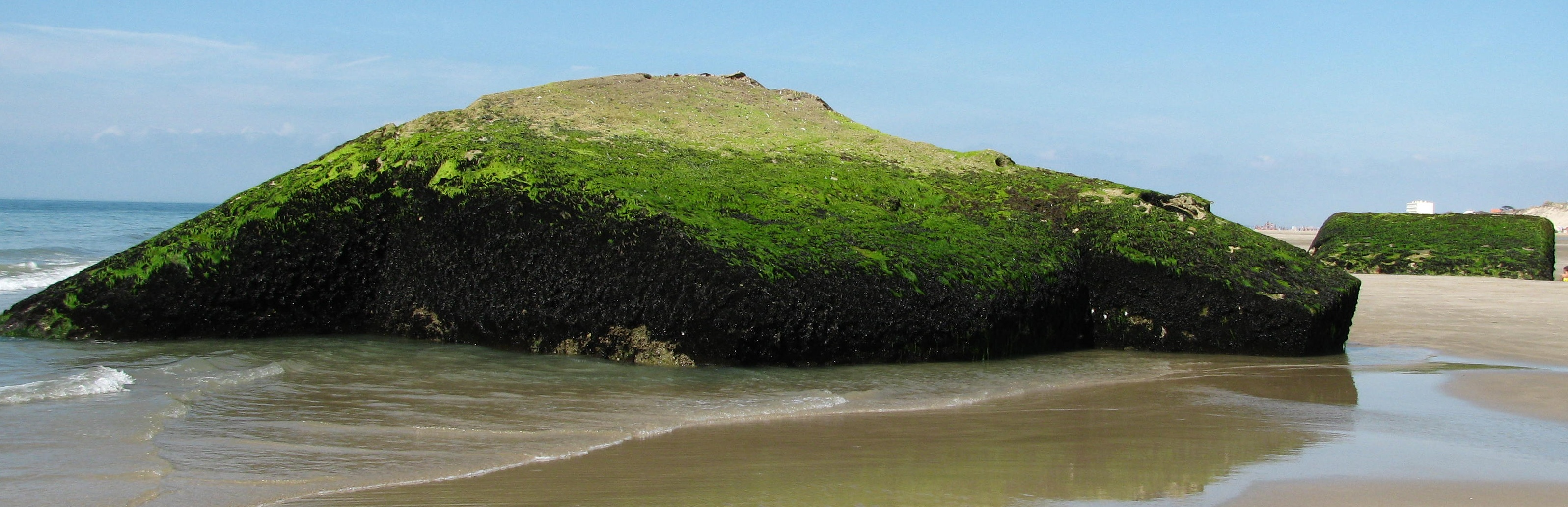
Blockhaus effondré à cause de l'érosion de la dune littorale.

### Villas soulacaises
De nombreuses villas réalisées en briques apportent à la ville une identité visuelle.

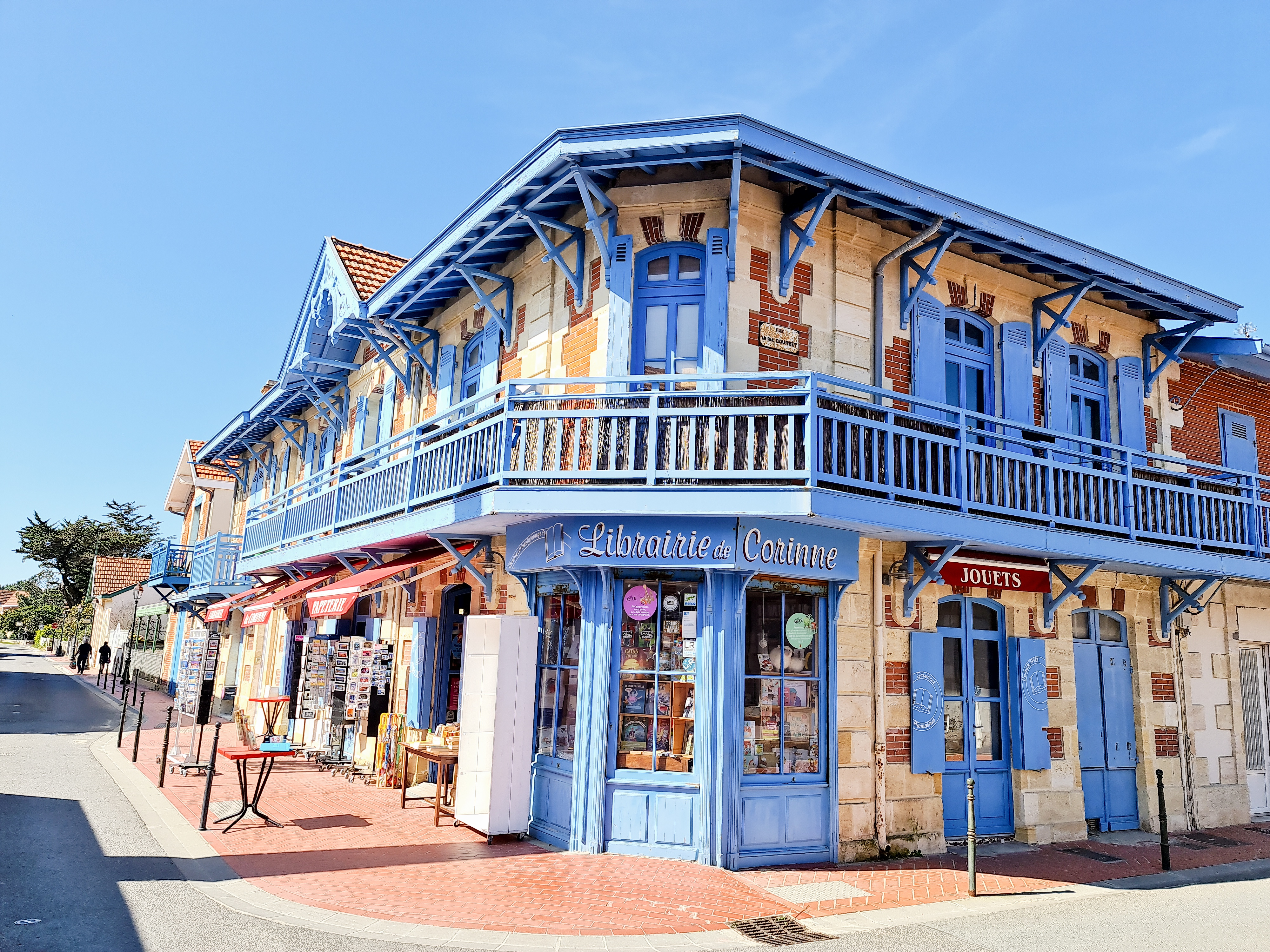
Les Pyrénées
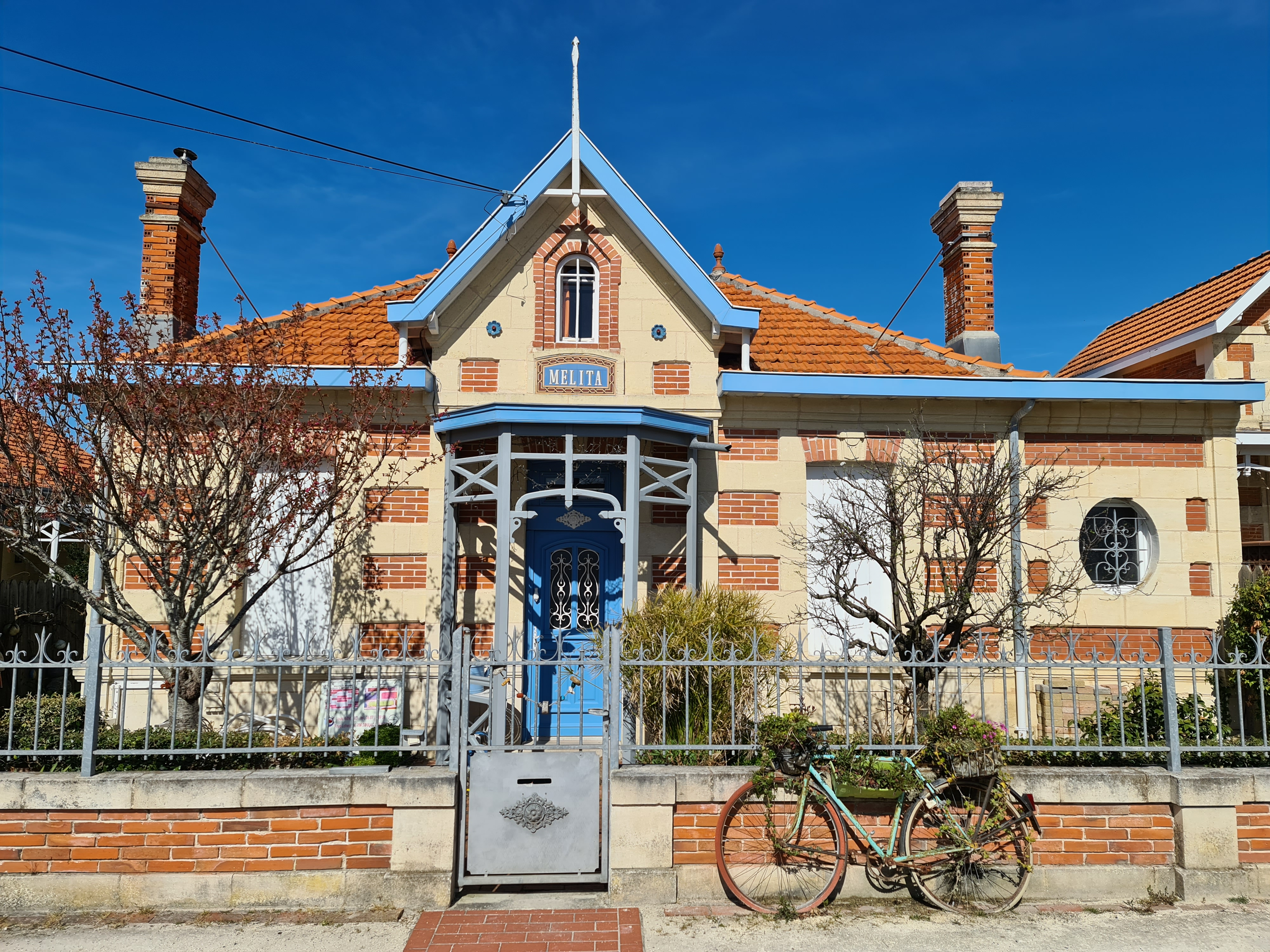
Melita
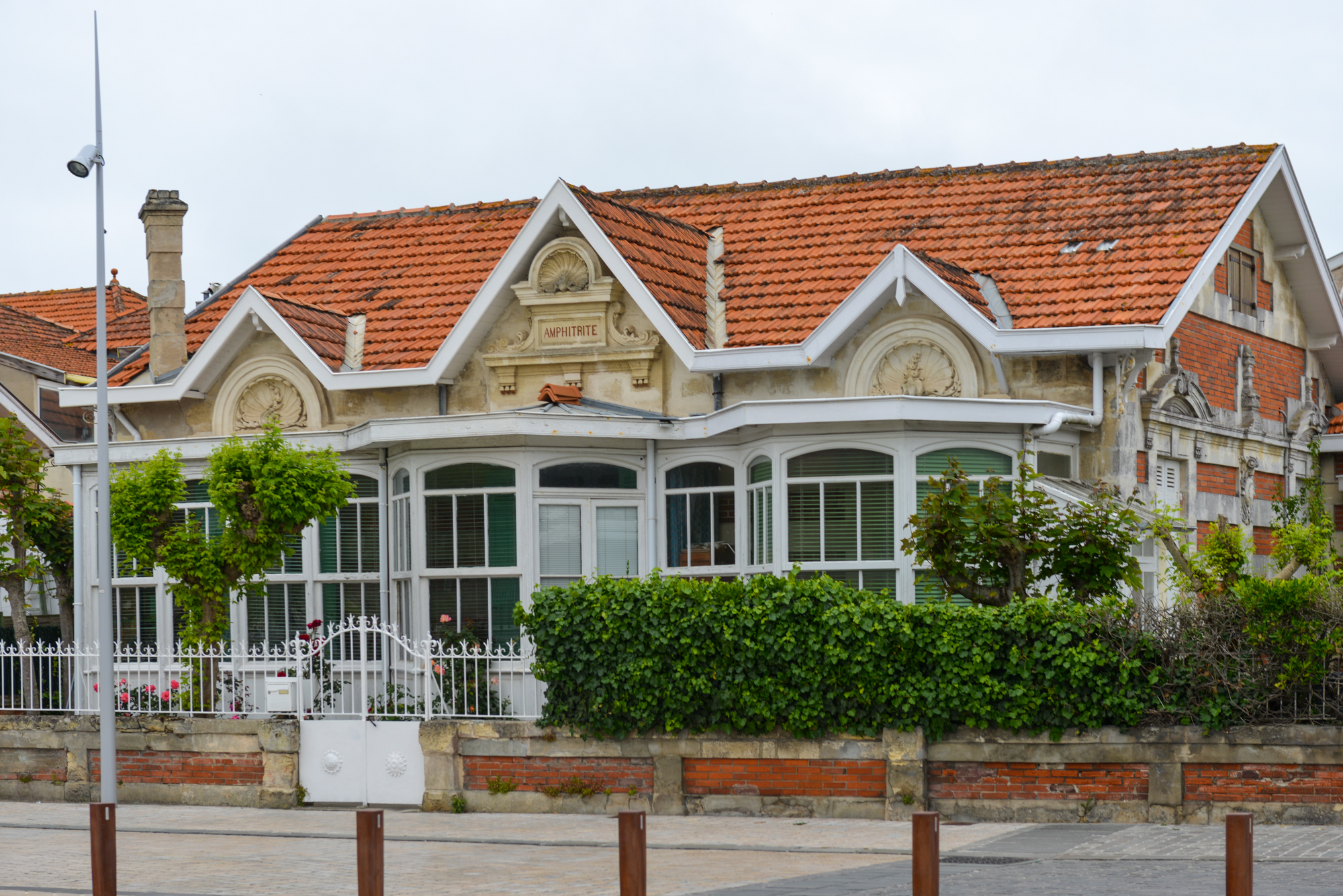
Amphitrite
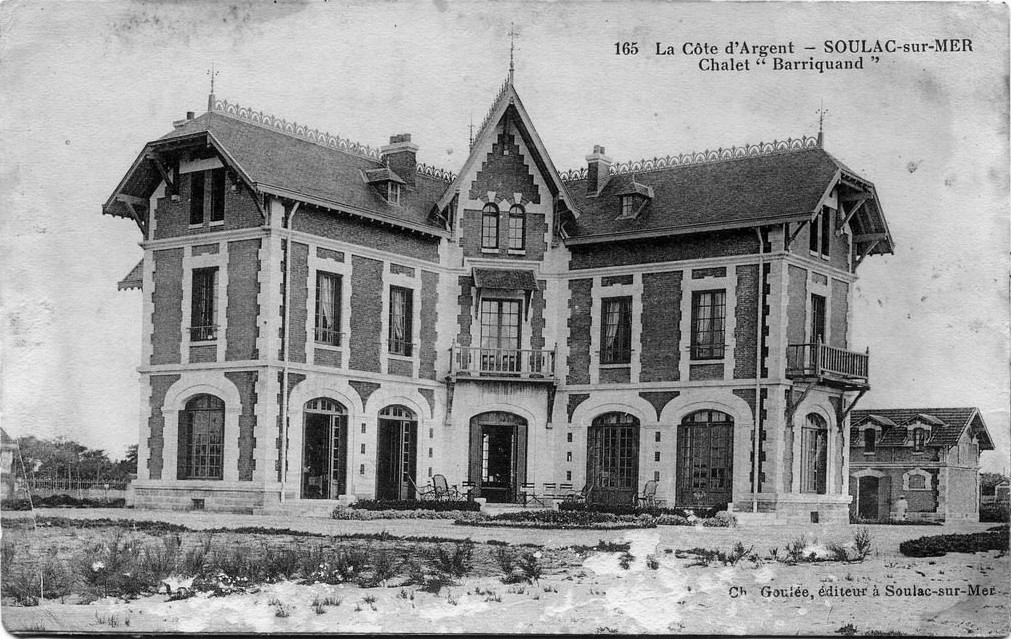
Barriquand
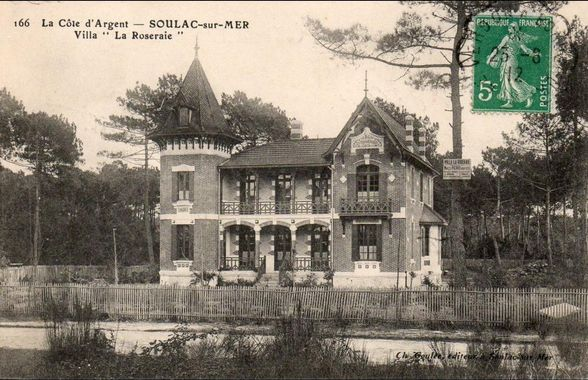
La Roseraie

## Culture

### Musée d'art et d'archéologie
Le principal établissement culturel de la commune est le musée d'art et d'archéologie, aménagé depuis 1976 dans un bâtiment moderniste situé à proximité du front de mer. Établi sur deux niveaux, il rassemble des collections évoquant l'histoire de la péninsule médullienne des origines à nos jours.
Plus de mille pièces y sont exposées, depuis un squelette d'elephas antiquus (ancêtre préhistorique des éléphants) découvert sur le site de la pointe de la Négade jusqu'à une série de canons de marine provenant d'un navire marchand, en passant par une enseigne gauloise représentant un sanglier. Le premier étage est consacré aux productions artistiques locales (peintures et lithographies notamment).
Le musée sert de cadre à des expositions ponctuelles (salon des beaux-arts, mois de la photographie, salon cap science).

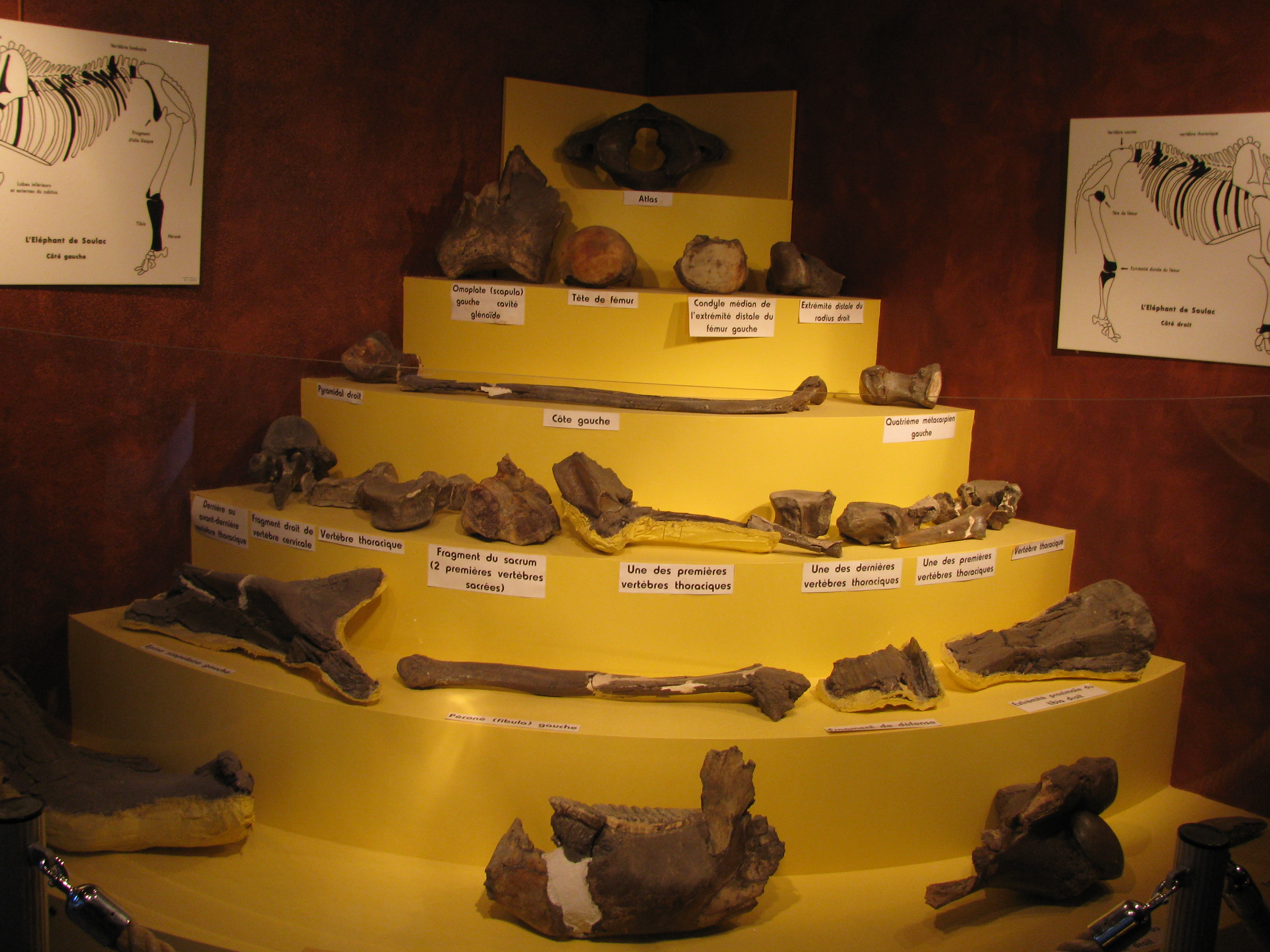
Elephas antiquus, période interglaciaire Riss-Würm.
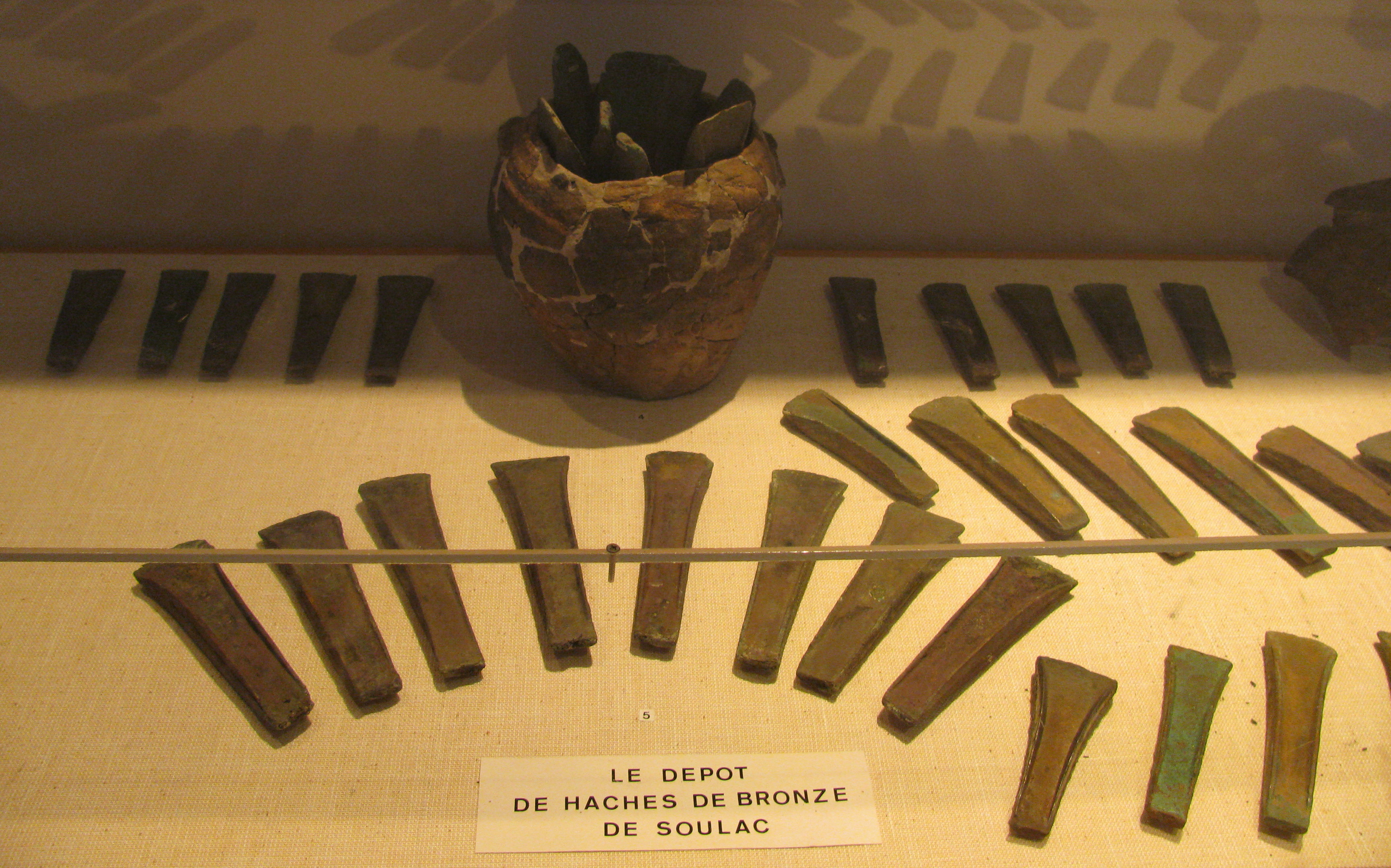
Dépôt de haches en bronze - âge du bronze.
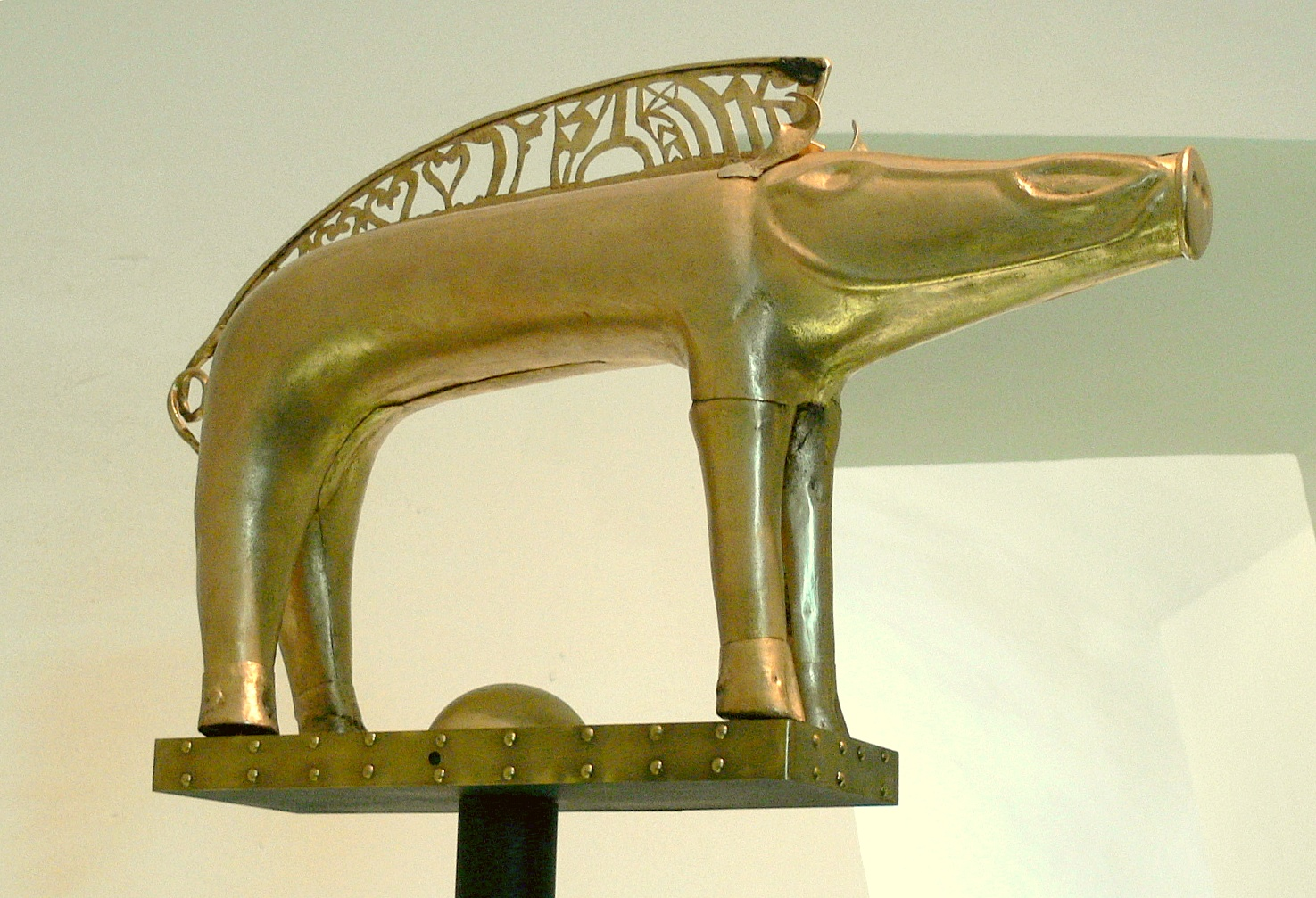
Enseigne gauloise, en tôle de laiton.

### Cinéma
La ville de Soulac dispose d'un cinéma municipal équipé d'une salle de 280 places, dont la gestion est assurée par la société Artec Cinémas. Il propose entre 8 et 10 séances par semaine et sa programmation est éclectique (films populaires, Art & Essai, jeune public). De nombreuses animations y sont également organisées tout au long de l'année.

### Gastronomie

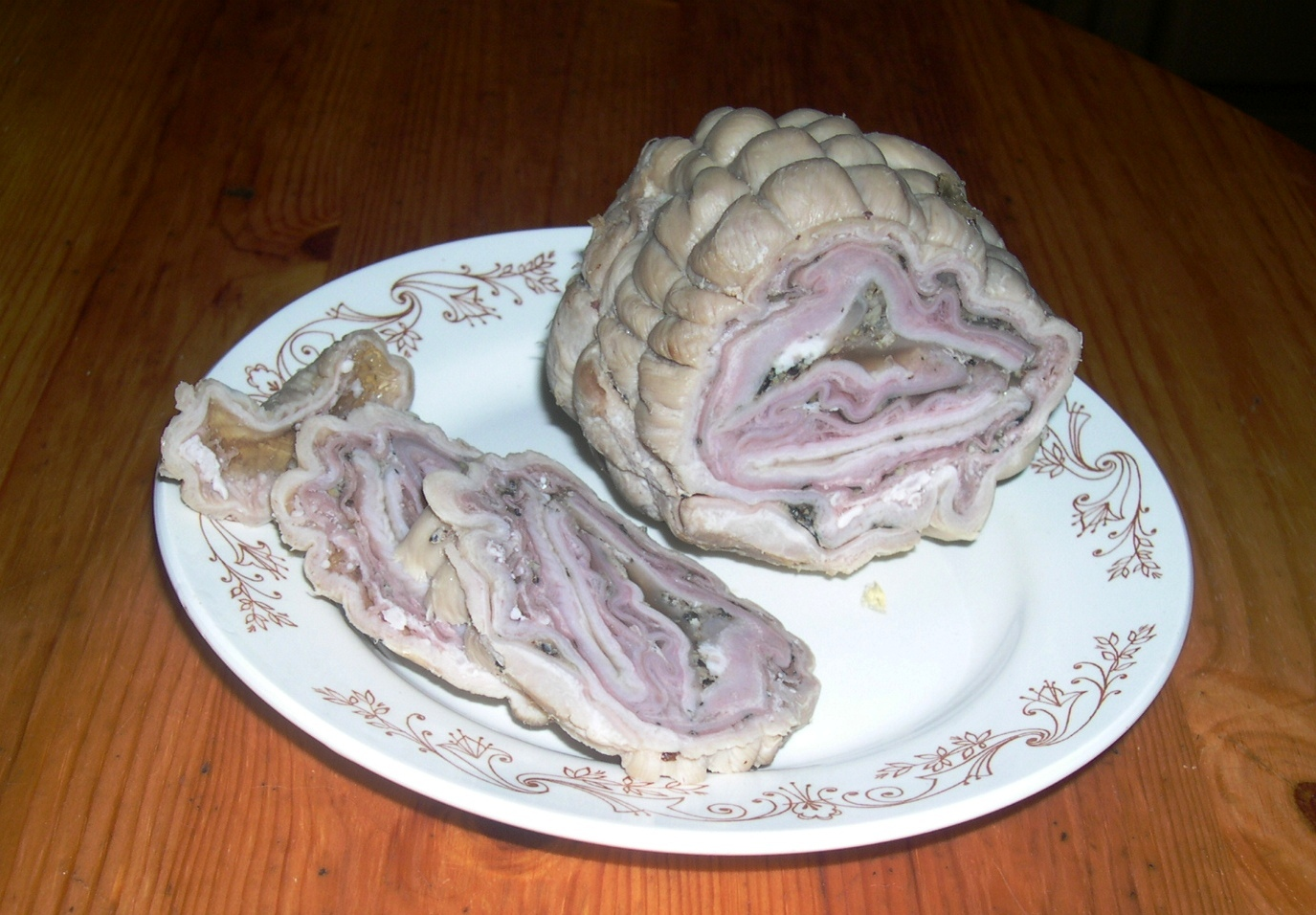
Le grenier médocain, spécialité régionale à base de panse de porc.

La gastronomie médocaine accorde une place importante aux produits de la mer, du fleuve (Gironde) et de la terre. Les poissons (alose, anguille, sardine, pibale, merlu, baudroie...) sont une composante essentielle de la table médocaine. L'alose, pêchée à la « bichareyre » (filet maillant), est servie grillée ou accompagnée d'oseille, tandis que la lamproie à la bordelaise est nappée d'une sauce au vin et souvent accompagnée d'une fondue de poireaux. Les pibales ou civelles sont des alevins d'anguille, pêchés traditionnellement dans l'estuaire et servis en poêlée avec de l'ail. Si l'ostréiculture n'est plus guère présente que de façon confidentielle dans le nord de la presqu'île (Soulac, Saint-Vivien-de-Médoc), la production de gambas y a été introduite depuis les années 1980. Tout comme les crevettes blanches — ou « bichettes » — on les prépare simplement grillées ou avec de l'anis. L'agneau de Pauillac représente un produit phare de la région, et est simplement servi grillé sur des sarments de vigne. Les gibiers sont représentés par les palombes, les bécasses ou les grives. Enfin, le grenier médocain est une charcuterie à base de panse de porc roulée. Accompagnant ces produits typiques, les vins du Médoc sont de réputation internationale : Château Latour, Château Lafite, Château Margaux, Château Mouton Rothschild en sont quelques exemples célèbres. Ils sont également la base de quelques produits dérivés, dont la gelée de vin du Médoc, traditionnellement servie en accompagnement de fromages ou servant à déglacer les sauces. Le Médoc produit également des friandises : noisettines médocaines (noisettes caramélisées) et sarments du Médoc (bâtonnets de chocolat).
La ville accueille deux foires gastronomiques (14 juillet et 15 août) centrées sur les produits du terroir girondin (foie gras, vins du Médoc, poissons nobles, agneau de Pauillac, terrines de canard notamment).

## Équipements et services

### Établissements scolaires
La commune de Soulac appartient à l'académie de Bordeaux. Les différents établissements scolaires relèvent de la circonscription de Lesparre et de la zone d'animation pédagogique du Médoc.
La ville compte une école maternelle (école George-Mandel), une école primaire (école Jules-Ferry) et un collège (collège Georges-Mandel) qui relèvent tous de l'enseignement public.
Les lycées les plus proches sont situés à Lesparre-Médoc et Pauillac (lycée Odilon-Redon, divisé en deux sites distincts) ainsi qu'à Royan (dans l'académie de Poitiers, en Charente-Maritime).
Les établissements d'enseignement supérieur sont concentrés dans l'agglomération bordelaise (quatre universités, instituts et grandes écoles).

### Santé
La commune dispose des infrastructures sanitaires de base (médecins généralistes, chirurgiens-dentistes, infirmières). Il n'y a pas de centre hospitalier, les hospitalisations et les urgences du SMUR étant dirigées vers la clinique mutualiste de Lesparre (ou vers d'autres hôpitaux de la région). Plusieurs maisons de retraite (Établissement d'hébergement pour personnes âgées dépendantes) publiques et privées sont implantés dans la commune.
La ville accueille un sous-centre régional opérationnel de surveillance et de sauvetage de l'Atlantique (CROSS disposant d'un émetteur/récepteur haute mer de 750 watts).

## Cultes

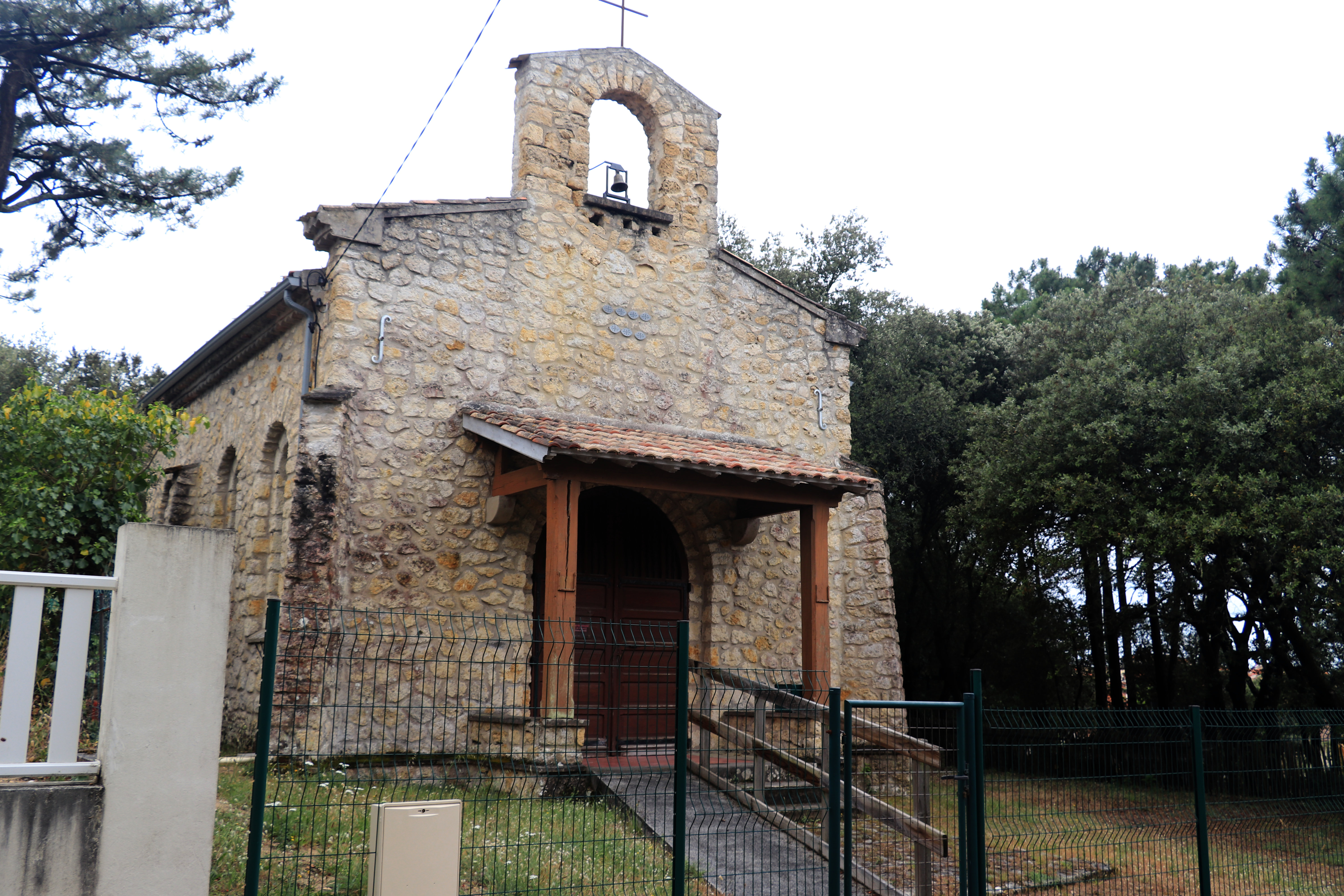
Temple protestant de Soulac-sur-Mer.

La commune dispose de lieux de culte catholiques (basilique Notre-Dame, chapelle de l'Amélie) et d'un temple protestant.
Soulac appartient à l'archidiocèse catholique de Bordeaux et au secteur pastoral Saint-Vivien. La messe est célébrée chaque dimanche à 10 h 30 en la basilique Notre-Dame, et de façon ponctuelle en la chapelle de l'Amélie.
Le culte protestant est célébré en saison (de juillet à septembre) au temple de la rue du Général-Desorthez ; le reste de l'année, les offices ont lieu au temple de Lesparre-Médoc.

## Personnalités liées à la commune
- Georges Mandel, de son vrai nom Louis Rothschild, maire de la commune de 1919 à 1940, député de la Gironde, ministre d'État, assassiné par la Milice en 1944.
- Marie Laforêt, de son vrai nom Maïténa Doumenach, actrice et chanteuse française, née le 5 octobre 1939 à Soulac-sur-Mer, morte le 2 novembre 2019 à Genolier, en Suisse.
- Alina Reyes, écrivain.
- Jacques Maugein, homme politique, né à Soulac-sur-Mer en 1934.
- Roger Duveau, homme politique, né le 5 août 1907, mort le 19 janvier 1985 à Soulac-sur-Mer.
- Olivier Guinet (Soulac-sur-Mer, 1er février 1920 – Turin, 30 avril 1945), maquisard, abattu par un franc-tireur fasciste pendant la libération de Turin. Médaille d'or de la valeur militaire conférée par le président de la République italienne 28 octobre 1970[87].